# Chiến dịch Đông Carpath
Chiến dịch Đông Carpath là hoạt động quân sự lớn trong Chiến tranh Xô-Đức thuộc Chiến tranh thế giới thứ hai do Hồng quân Liên Xô tổ chức nhằm tấn công vào các tuyến phòng thủ của Tập đoàn quân xe tăng 1, Quân đoàn bộ binh 11 (Đức Quốc xã) và Tập đoàn quân 1 (Hungary) tại khu vực phía Đông Slovakia. Tham gia chiến dịch này có Phương diện quân Ukraina 4 (tái lập) phối hợp với Tập đoán quân 38 trên cánh trái của Phương diện quân Ukraina 1 (Liên Xô).
Diễn ra từ ngày 8 tháng 9 đến ngày 30 tháng 11 năm 1944, chiến dịch này gồm hai hoạt động chính:
- Hoạt động tấn công tại hướng Krosno - Dukla do Tập đoàn quân 38, Quân đoàn xe tăng 25, Quân đoàn kỵ binh cận vệ 1 và Quân đoàn Tiệp Khắc 1 thực hiện. Trong một số tài liệu lịch sử Liên Xô và Nga, hướng này được xem như một chiến dịch riêng và được gọi là Chiến dịch Carpath - Dukla.
- Hoạt động tấn công trên hướng Sanok - Skolye - Uzhgorod do Tập đoàn quân cận vệ 1, Tập đoàn quân 18 và Quân đoàn bộ binh cận vệ 17 tiến hành. Trong một số tài liệu lịch sử Liên Xô và Nga, hướng này cũng được xem như một chiến dịch riêng và được đặt tên là Chiến dịch Carpath - Uzhgorod.

Trước chiến dịch, ngày 29 tháng 8 năm 1944, tại Slovakia với trung tâm là Banska-Bistritsa và các thành phố Zvolen, Banska-Shtyavnitsa, Turch Martin đã nổ ra cuộc khởi nghĩa của những người Slovakia yêu nước. Do đó, chiến dịch còn có thêm mục tiêu nhanh chóng tiến quân vào lãnh thổ Slovakia để giúp đỡ quân khởi nghĩa. Những người khởi nghĩa cố gắng chống chọi với quân Đức tấn công họ từ ba phía trong quân đội Liên Xô vẫn dang bị kẹt lại trên các con đèo ở sườn phía Bắc dãy Carpath. Quân đội Đức Quốc xã đã chống cự dữ dội và tổ chức phòng ngự cứng rắn trong khu vực, khiến cho các mũi tiến công của quân đội Liên Xô gặp rất nhiều khó khăn và thời gian chiến dịch bị kéo dài hơn dự tính rất nhiều. Kết quả, quân đội Liên Xô không thể giúp đỡ những người khởi nghĩa Slovakia và đành bó tay nhìn cuộc khởi nghĩa bị quân Đức dìm trong biển máu.
Chiến dịch Đông Carpath cũng đặt dấu ấn cho việc trở về đất nước của Quân đoàn Tiệp Khắc 1 (trưởng thành từ Tiểu đoàn tình nguyện Tiệp Khắc một trong trận Sokolovo). Bằng các trận đánh ác liệt trên khu vực đèo Dukla, những người lính Tiệp Khắc chống phát xít bắt đầu tác chiến trên lãnh thổ của mình trong sự phối hợp với quân đội Liên Xô.
Mặc dù không đạt được mục tiêu đánh chiếm toàn bộ lãnh thổ Slovakia như dự tính nhưng chiến dịch tấn công Đông Carpath đã giúp cho quân đội Liên Xô giải phóng phần lãnh thổ còn lại của Ukraina tại dãy Carpath, chiếm giữ đèo Dukla, một vị trí rất hiểm yếu trong khu vực và chọc thủng phòng tuyến Árpád, một tuyến phòng thủ rất mạnh của quân đội Đức Quốc xã tại Slovakia, mở đường tiến vào giải phóng toàn bộ Tiệp Khắc.

## Bối cảnh
Do kết quả của Chiến dịch Proskurov–Chernovtsy, Quân đội Liên Xô đã tiếp cận biên giới phía Đông Slovakia. Ngay sau đó, Phương diện quân Ukraina 1 tiếp tục mở Chiến dịch Lvov–Sandomierz, đánh bại Tập đoàn quân xe tăng 4 thuộc Cụm tập đoàn quân Bắc Ukraina (Đức) và đẩy Tập đoàn quân 1 (Hungary) lùi về sườn phía Đông Bắc của dãy núi Carpath. Ở hướng Balkan, Phương diện quân Ukraina 2 và Phương diện quân đang chuẩn bị cho Chiến dịch tấn công chiến lược Iaşi-Chişinău nhằm tiêu diệt chủ lực của Cụm tập đoàn quân Nam Ukraina (Đức).
Sau khi thất trận tại "cái ban công" Byelorussia, quân đội Đức Quốc xã phải lùi về vùng biên giới giữa Liên Xô với các nước Đông Âu. Binh lực của quân đội này tuy còn mạnh nhờ quân đội các nước chư hầu Romania, Hungary trực tiếp tham chiến nhưng không còn đủ để mở các trận tấn công lớn. Để phòng thủ từ xa cho biên giới của nước Đức Quốc xã, quân đội Đức tập trung xây dựng các tuyến phòng thủ mạnh nhằm làm chậm tốc độ tấn công của quân đội Liên Xô ở Mặt trận Xô-Đức. Trong khi đó, ở Mặt trận phía Tây, quân đội đồng minh Anh - Mỹ đã tiến những bước vững chắc trên lãnh thổ Pháp và chuẩn bị cho chiến dịch giải phóng Paris.
Địa bàn tác chiến tại Slovakia phần lớn là nhũng vùng núi hiểm trở trên sườn phía Đông Bắc của dãy Carpath. Trong đó phải kể đến các dãy "Núi Đen" (Черговские горы) và dãy "Đông Besky" (Восточные бескиды) nằm trên đường tấn công của quân đội Liên Xô. Xen giữa hai dãy núi này là các con sông Oslava, Yasenka, Ondava, Laborets, Toplya và thượng nguồn sông Wisla tuy không rộng nhưng chảy xiết, có nhiều khe sâu hiểm trở. Việc tấn công trên địa bàn này đòi hỏi quân đội phải được trang bị những phương tiện đặc biệt dành cho tác chiến ở vùng núi.
Trong giai đoạn suy tàn của Đế chế thứ ba, không chỉ ở Balkan, Ba Lan mà trên khắp các nước bị quân Đức chiếm đóng ở Đông Âu và Tây Âu đều nổi lên các tổ chức chống phát xít hoạt động bí mật và các đội du kích địa phương. Slovakia và miền Đông Carpath là nơi có phong trào du kích phát triển rất mạnh. Ngoài những đội quân du kích bản địa, tại đây còn có nhiều toán du kích được đưa từ Liên Xô sang bằng đường bộ hoặc đường không. Trong hàng ngũ quân du kích tham gia khởi nghĩa ở Slovakia có khoảng 3.000 chiến binh Liên Xô, 2.000 người Tiệp, 800 người Hungary, 400 người Pháp, 100 người Ba Lan, 50 người Anh, Mỹ và khoảng 80 người Đức chống phát xít. Chỉ riêng trong 6 tháng cuối năm 1944, Liên Xô đã tung 53 nhóm du kích gồm hơn 1.200 người vào hoạt động ở Slovakia. Các nhóm này do Bộ tham mưu du kích Ukraina của trung tướng biên phòng Timofey Amvrosievich Strocach huấn luyện và do thiếu tướng Vasily Andreyevich Andreyev chỉ đạo hoạt động. Họ có liên hệ trực tiếp với Ban chấp hành trung ương Đảng Cộng sản Slovakia do Gustav Husák, Karol Šmidke và Ladislav Novomeský lãnh đạo. Những người này đều là thành viên của Hội đồng dân tộc Slovakia. Vào giữa năm 1944, các nhóm du kích Slovakia và đã tập hợp lại thành Lữ đoàn du kích Tiệp Khắc 1 mang tên "Michalko Stepaních", Lữ đoàn du kích Tiệp Khắc 2 mang tên "Vì tự do cho người Slav" và Lữ đoàn du kích Slovakia mang tên "Jan Žižka". Phong trào du kích ở Slovakia đã làm cho "đất đai bùng cháy dưới chân quân Đức xâm lược" và tiến tới một cuộc khởi nghĩa vũ trang lớn. Từ đầu tháng 8 năm 1944, một cuộc khởi nghĩa ở Slovakia đã được hoạch định với sự tham gia của một số thành viên của Ban lãnh đạo Hội đồng dân tộc Slovakia, Ban lãnh đạo Đảng Cộng sản Slovakia với sự tham gia của các lực lượng du kích trong nước và quốc tế tại Slovakia cùng 2 sư đoàn quân Slovakia sẵn sàng rời bỏ hàng ngũ quân đội Đức Quốc xã để chiến đấu dưới cờ của Hội đồng dân tộc Slovakia, một tổ chức chính trị tập hợp những người yêu nước Slovakia chống phát xít.

## Binh lực và kế hoạch

### Quân đội Liên Xô

#### Binh lực
Phương diện quân Ukraina 1 do Nguyên soái I. S. Koniev làm tư lệnh và đại tướng V. D. Sokolovsky làm tham mưu trưởng, sử dụng các đơn vị cánh trái tham gia chiến dịch:
- Tập đoàn quân 38 do thượng tướng K. S. Moskalenko chỉ huy. Thành phần gồm có:
  - Bộ binh:
    - Quân đoàn 67 gồm các sư đoàn 140, 211, 241 và 359
    - Quân đoàn 101 gồm các sư đoàn 14, 70 (cận vệ), 127 và 183.
    - Quân đoàn bộ binh 52 gồm các sư đoàn 121, 304, 305 và 340.

  - Pháo binh:
    - Sư đoàn pháo binh đột phá 17 gồm Lữ đoàn pháo nòng dài 37, Lữ đoàn lựu pháo 39, các lữ đoàn hỏa tiễn 50 và 108, Lữ đoàn pháo chống tăng 92, Lữ đoàn súng cối 22.
    - Lựu pháo: Lữ đoàn 135
    - Pháo chống tăng: Các lữ đoàn cận vệ 9, 11; các trung đoàn 296 (cận vệ), 1663
    - Súng cối: Lữ đoàn 12, các trung đoàn 83, 88 (cận vệ) và 491
    - Phòng không: Sư đoàn 21 gồm các trung đoàn 1044, 1334, 1340, 1346; Sư đoàn 68 gồm các trung đoàn 1995, 1999, 2003, 2007.

  - Công binh: Lữ đoàn công binh sơn chiến 15, Lữ đoàn kỹ thuật 39
- Quân đoàn kỵ binh cận vệ 1 do trung tướng V. K. Baranov chỉ huy. Thành phần gồm có:
  - Kỵ binh: Các sư đoàn cận vệ 1, 2, 7.
  - Thiết giáp: Trung đoàn xe tăng cận vệ 12, Trung đoàn pháo tự hành chống tăng 349, Trung đoàn pháo tự hành 1244, Tiểu đoàn xe tăng cận vệ 1, Tiểu đoàn xe bọc thép 8.
  - Pháo binh: Trung đoàn pháo chống tăng cận vệ 143, các trung đoàn súng cối cận vệ 1 và 49, Trung đoàn phòng không 319
- Quân đoàn xe tăng 25 do thiếu tướng xe tăng F. G. Anikushkin (đến ngày 4-10-1944) và đại tá Vladimir Gerasimovich Petrovsky chỉ huy. Thành phần gồm có:
  - Thiết giáp: Các lữ đoàn xe tăng 111, 162, 175; các trung đoàn pháo tự hành 1253, 1451, Tiểu đoàn xe tăng hạng nhẹ 746.
  - Bộ binh cơ giới: Lữ đoàn cơ giới 20, Tiểu đoàn trinh sát 53, Tiểu đoàn mô tô cận vệ 2.
  - Pháo binh: Trung đoàn pháo chống tăng 1497, Trung đoàn súng cối 459, Trung đoàn phòng không 1702.
- Quân đoàn bộ binh Tiệp Khắc 1 do thiếu tướng Jan Kratochvíl (đến 11 tháng 9 năm 1944) và thiếu tướng Ludvick Svoboda chỉ huy. Tổng quân số 16.171 người, trong đó có 623 cố vấn Liên Xô. Thành phần gồm có:
  - Bộ binh: Các lữ đoàn bộ binh 1, 3; Lữ đoàn đổ bộ đường không 2, Tiểu đoàn trinh sát 1.
  - Thiết giáp: Lữ đoàn xe tăng 1 gồm 3 tiểu đoàn xe tăng, 1 tiểu đoàn cơ giới, được tranh bị 65 xe tăng.
  - Pháo binh: Trung đoàn lựu pháo 1, Trung đoàn pháo chống tăng 1, Trung đoàn phòng không 1.
  - Không quân: Phi đoàn hỗn hợp gồm 32 máy bay.
  - Trợ chiến: các tiểu đoàn thông tin và quân y.

Phương diện quân Ukraina 4 (tái lập ngày 30 tháng 7 năm 1944) do đại tướng I. Ye. Petrov làm tư lệnh, trung tướng F. K. Korzhenyevich làm tham mưu trưởng. Trong biên chế có:
- Tập đoàn quân cận vệ 1 do thượng tướng A. A. Grechko chỉ huy. Thành phần gồm có:[8]
  - Bộ binh:

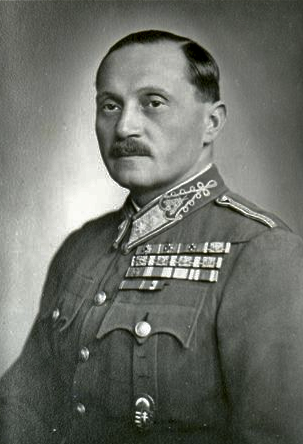
Thượng tướng Dezso Laszlo, chỉ huy Tập đoàn quân Hungary 1 (từ ngày 16 tháng 10 năm 1944)

    - Quân đoàn bộ binh sơn chiến 3 gồm các sư đoàn bộ binh sơn chiến 128 (cận vệ), 242, 318.
    - Quân đoàn bộ binh 11 gồm các sư đoàn 226, 271
    - Quân đoàn bộ binh 30 gồm các sư đoàn 30, 141, 237, 276
    - Quân đoàn bộ binh 107 gồm các sư đoàn 129 (cận vệ), 155, 167.

  - Pháo binh: Lữ đoàn pháo nòng dài cận vệ 24; Trung đoàn hỏa tiễn cận vệ 93; Các trung đoàn lựu pháo 805, 839; các trung đoàn pháo chống tăng 4 (cận vệ), 317 (cận vệ) 130, 1506, 1642, 1646, 1672; các trung đoàn sơn pháo 9, 195, 196, 197, 253, 494, 496; Trung đoàn súng cối 525; Sư đoàn phòng không 25 gồm các trung đoàn 1067, 1356, 1362, 1368; Trung đoàn phòng không độc lập 580
  - Thiết giáp: Lữ đoàn xe tăng cận vệ 31, Trung đoàn xe tăng cận vệ 1, Trung đoàn pháo tự hành 1511.
  - Công binh: Lữ đoàn công binh sơn chiến 6, Lữ đoàn kỹ thuật 6, Lữ đoàn công trình 15.
  - Phòng hóa: Các tiểu đoàn súng phun lửa 26, 180.
- Tập đoàn quân 18 do trung tướng Ye. P. Zhuravlyov chỉ huy. Thành phần gồm có:
  - Bộ binh:
    - Quân đoàn cận vệ 18 gồm các sư đoàn 66 (cận vệ) 151, 161, 217.
    - Quân đoàn 95 gồm các sư đoàn 24 và 351.

  - Pháo binh: Lữ đoàn lựu pháo 146, Lữ đoàn pháo chống tăng cận vệ 196, Trung đoàn sơn pháo 477, Trung đoàn phòng không 269.
  - Thiết giáp: Tiểu đoàn xe tăng độc lập.
  - Công binh: Lữ đoàn công binh sơn chiến 4, Lữ đoàn hỗn hợp 897
  - Phòng hóa: Tiểu đoàn súng phun lửa 179
- Quân đoàn bộ binh cận vệ 17 (độc lập) do thiếu tướng A. I. Gastilovich chỉ huy. Thành phần gồm có Sư đoàn đổ bộ đường không 2, các sư đoàn bộ binh 8, 138 và các đơn vị tăng cường.
- Tập đoàn quân không quân 8 do trung tướng V. N. Zhdanov chỉ huy, thành phần gồm có:
  - Máy bay tiêm kích: Quân đoàn 10 gồm các sư đoàn cận vệ 10 và 15
  - Máy bay cường kích: Quân đoàn 8 gồm các sư đoàn 224 và 227
  - Máy bay ném bom: Sư đoàn 321
  - Trợ chiến: Các trung đoàn 8 (trinh sát), 100 (vận tải), 678 (kỹ thuật) và cận vệ 87 (tìm kiếm cứu hộ)
  - Pháo phòng không: Các trung đoàn 1578, 1603, 1682 và tiểu đoàn súng máy cao xạ 104.
- Các đơn vị trực thuộc phương diện quân:
  - Pháo binh: Các trung đoàn súng cối cận vệ 5 và 329, các trung đoàn sơn pháo cận vệ 2 và 3.
  - Pháo phòng không: Sư đoàn 76 gồm các trung đoàn 223, 416, 447, 591; Trung đoàn độc lập 1485; Tiểu đoàn súng máy cao xạ 95.
  - Thiết giáp: Lữ đoàn xe tăng cận vệ 5, Trung đoàn pháo tự hành 875, các tiểu đoàn xe tăng hạng nhẹ 33 và 46.
  - Công binh: Lữ đoàn kỹ thuật 9, các tiểu đoàn cầu treo 6 và 51.
- Các đơn vị tăng cường trong chiến dịch:
  - Quân đoàn xe tăng 31 của thiếu tướng V. Ye. Grigoryev gồm các lữ đoàn xe tăng 100, 237 và 242; Lữ đoàn cơ giới 65; Trung đoàn pháo tự hành chống tăng cận vệ 367; Trung đoàn pháo tự hành 1442; Tiểu đoàn trinh sát cơ giới 98; Trung đoàn pháo nòng dài 269; Tiểu đoàn xe bọc thép 753; Trung đoàn súng cối 617; Tiểu đoàn hỏa tiễn cận vệ 201; Trung đoàn phòng không 1885.
  - Quân đoàn xe tăng cận vệ 4 của trung tướng P. P. Poluboyarov gồm các lữ đoàn xe tăng cận vệ 12, 13, 14; Lữ đoàn cơ giới cận vệ 3; Tiểu đoàn trinh sát cơ giới 76; Trung đoàn pháo chống tăng 756; Tiểu đoàn xe bọc thép 752; Trung đoàn súng cối 264; Tiểu đoàn hỏa tiễn cận vệ 240; Trung đoàn phòng không cận vệ 120.

#### Kế hoạch

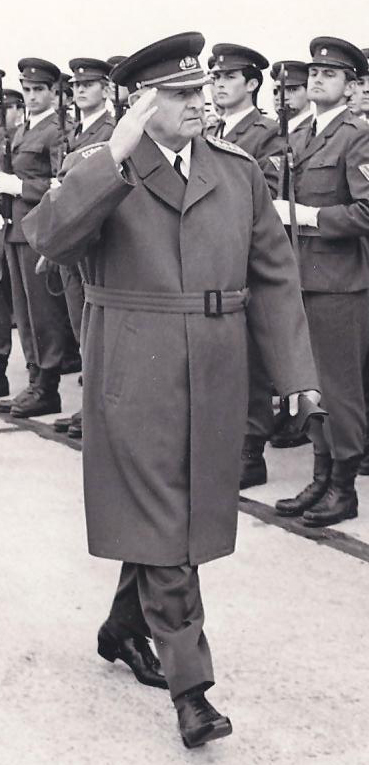
Tướng Ludvik Svoboda, tư lệnh Quân đoàn Tiệp Khắc 1

Theo kế hoạch tấn công, mũi công kích quan trọng nhất theo hướng Krosno - Dukla - Prešov do Tập đoàn quân 38 đảm nhận. Mũi tấn công này được tăng cường Quân đoàn xe tăng 25, Quân đoàn kỵ binh cận vệ 1 và Quân đoàn Tiệp Khắc 1 cùng các lữ đoàn tăng và lữ đoàn đổ bộ đường không Tiệp Khắc trong biên chế của Phương diện quân Ukraina 1. Mũi phụ công ở phía Nam do Tập đoàn quân cận vệ số 1 thuộc cánh phải của Phương diện quân Ukraina 4 đảm nhận, đánh theo hướng Sanok - Skolye - Uzhgorod. Nội dung kế hoạch tác chiến dự tính là khu vực phòng thủ thứ nhất tại vùng Đông Carpath sẽ do Tập đoàn quân 38 và Quân đoàn xe tăng 25 đánh chiếm, còn Quân đoàn kỵ binh cận vệ 1 và Quân đoàn Tiệp Khắc 1 sẽ đảm bảo tốc độ hành tiến nhanh để trong vòng 4 đến 5 ngày, quân đội Liên Xô sẽ tiếp cận tuyến Stará Ľubovňa - Prešov. Yểm hộ từ trên không cho Tập đoàn quân số 38 là các sư đoàn ném bom cận vệ 1, 8 và các sư đoàn cường kích 8 và 9 thuộc Tập đoàn quân không quân 2. Một trong những mục tiêu trọng tâm của mũi tấn công này là đánh chiếm khu đèo Dukla nhằm mở đường vào vùng trung tâm Slovakia và hỗ trợ cho cuộc khởi nghĩa của nhân dân Slovakia đang đến hồi gay cấn. Mũi tấn công thứ hai trên hướng Sanok - Skolye - Uzhgorod có nhiệm vụ đánh bại Tập đoàn quân 1 (Hungary) và Cụm tác chiến "Heinrici", làm phân tán lực lượng của Cụm tập đoàn quân "Bắc Ukraina" (Đức) và khép chặt sườn trái với Phương diện quân Ukraina 2.
Trong kế hoạch tổng thể bao gồm cả giả thiết về việc hai sư đoàn khởi nghĩa Slovakia tiến về hướng Đông Bắc vào sau lưng quân Đức, phối hợp với các đội du kích tập trung chiếm giữ các con đèo băng qua dãy Carpath và trụ lại chờ quân đội Liên Xô tiến công đến.
Đầu tháng 9 năm 1944, sau khi hoàn thành chiến dịch Lvov-Sandomierz, cánh trái của Phương diện quân Ukraina 1 (bao gồm Tập đoàn quân 38 của thượng tướng K. S. Moskalenko) và cánh phải của Phương diện quân Ukraina 4 (Tập đoàn quân cận vệ 1 của thượng tướng A. A. Grechko) bắt đầu tiếp cận vùng chân núi Carpath tai phía Tây Bắc của tuyến Krosno - Sanok. Do vừa mới hoàn thành một chiến dịch lớn cách đó không lâu, biên chế các đơn vị thuộc hai phương diện quân này đều đã hao hụt nặng nề, nhiều sư đoàn của Tập đoàn quân 38 chỉ còn 4.500 đến 5.000 người. Với việc cuộc khởi nghĩa tại Slovakia bất ngờ bùng nổ sớm hơn dự kiến, Phương diện quân Ukraina 1 và 4 chỉ có 4 ngày chuẩn bị cho chiến dịch. Mặc dù đã được tăng cường binh lực, quân đội Liên Xô trên hướng này vẫn không thể tập hợp được đầy đủ lực lượng như mong muốn.
Kế hoạch ban đầu được cả hai chính phủ lưu vong Tiệp Khắc tại London và Moskva cùng đồng ý và sau đó cùng thảo luận với các chỉ huy quân đội Liên Xô. Tuy nhiên, Chính phủ tại London của tổng thống Edvard Beneš lại dự tính lực lượng sẽ chủ yếu dựa vào các sư đoàn Slovakia phản chiến trong khi phía Liên Xô cho rằng chỉ với ba sư đoàn Slovakia thì không thể làm chủ tình hình, ngay cả một cuộc đảo chính quân sự cũng khó thành công trong khi quân Đức tập trung quân Slovakia từ hướng Ba Lan, Hungary và Morava vẫn còn nhiều binh lực dự trữ. Phía Liên Xô yêu cầu Chính phủ Beneš và Hội đồng dân tộc Slovakia phải có sự thống nhất giữa các đơn vị du kích với quân Slovakia phản chiến thì mới tập trung được sức mạnh cho cuộc khởi nghĩa. Trong khi mọi việc còn đang được lên kế hoạch thì đêm 29 rạng ngày 30 tháng 9, Chính phủ Tiệp Khắc lưu vong ở London đã đơn phương phát lệnh khởi nghĩa. Cuộc khởi nghĩa ở Slovakia đã bùng nổ sớm hơn dự tính và chưa có sự chuẩn bị đầy đủ, trong đó có nguyên nhân do Hội đồng Dân tộc Slovakia không có được sự liên lạc và trao đổi thông tin chặt chẽ với phía Liên Xô. Đồng thời, những người lãnh đạo cuộc khởi nghĩa cũng không tính đến việc ngày 27 tháng 8, quân Đức bắt đầu tấn công Slovakia và tước vũ khí của lực lượng vũ trang nước này, làm suy giảm nghiêm trọng nguồn sức mạnh mà nghĩa quân lẽ ra có thể lấy được.
Đến đây thì phía Liên Xô đã hiểu rõ, họ không thể nào thực hiện việc phối hợp với quân kháng chiến Slovakia để bao vây quân Đức như mong muốn. Trái lại Hồng quân phải tấn công và tiêu diệt quân Đức để trợ giúp cho cuộc khởi nghĩa bùng nổ không đúng lúc và diễn ra cách mặt trận hàng trăm cây số. Quãng đường hàng trăm cây số này là một thử thách thật sự vì địa hình của khu vực rất hiểm trở, khó có thể triển khai xe tăng, thiết giáp và quân Đức đã bố trí một hàng phòng thủ cứng rắn tại đấy. Những sự kiện bất ngờ này khiến kế hoạch tấn công ban đầu bị hủy bỏ. Hai sư đoàn Phương Đông của quân đội Slovakia bị quân Đức giải giáp. Kế hoạch đổ bộ đường không đánh chiếm đèo Dukla cũng phải hủy bỏ do không có quân mặt đất tiếp ứng. Và đến thời điểm đó, quân đội Liên Xô phải bắt tay vào thực hiện một kế hoạch mới với mục tiêu chọc thủng phòng tuyến của quân Đức để tiếp cận với quân khởi nghĩa Slovakia đang khổ chiến trong vòng vây.

### Quân đội Đức Quốc xã và Hungary

#### Binh lực

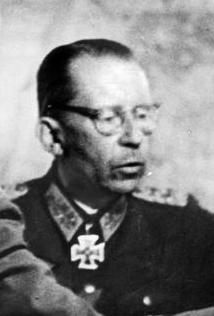
Thượng tướng Gotthard Heinrici, tư lệnh Tập đoàn quân xe tăng 1 (Đức)

Cụm tác chiến Heinrici hoạt động trên cánh phải của Cụm tập đoàn quân "Bắc Ukraina", từ ngày 23 tháng 9 năm 1945 được Bộ Tổng tư lệnh lục quân Đức Quốc xã đổi thành "Cụm tập đoàn quân A". Binh lực gồm có:
- Tập đoàn quân xe tăng 1 do thượng tướng Gotthard Heinrici chỉ huy. Trong biên chế có:
  - Quân đoàn xe tăng 24 do trung tướng Maximilian von Edelsheim chỉ huy. Thành phần bao gồm:
    - Sư đoàn xe tăng 1 của trung tướng Eberhard Thunert.
    - Sư đoàn xe tăng 8 của thiếu tướng Gottfried Frölich.
    - Sư đoàn bộ binh 68 của trung tướng Paul Scheuerpflug.
    - Sư đoàn bộ binh 75 của thiếu tướng Karl Arning
    - Sư đoàn bộ binh 208 của trung tướng Hans Pieckenbrock
    - Sư đoàn bộ binh 357 của trung tướng Josef Rintelen.

  - Quân đoàn bộ binh 11 do thượng tướng Rudolf Bünau chỉ huy. Thành phần bao gồm:
    - Sư đoàn bộ binh 96 của trung tướng Richard Wirtz.
    - Sư đoàn bộ binh 168 của thiếu tướng Carl Anders.
    - Sư đoàn bộ binh 254.

- - Quân đoàn bộ binh sơn chiến 49 do thượng tướng Karl von Le Suire chỉ huy. Thành phần bao gồm:
    - Sư đoàn sơn chiến 100 của thiếu tướng Hans Kreppel.
    - Sư đoàn sơn chiến 101 của trung tướng Walter Aßmann.
    - Sư đoàn bộ binh 6 (Hungary)
- Tập đoàn quân 17 do thượng tướng Friedrich Schulz chỉ huy. Trong biên chế có:
  - Quân đoàn bộ binh 2 SS do trung tướng SS Matthias Kleinheisterkamp chỉ huy. Thành phần bao gồm:
    - Sư đoàn bộ binh xung kích 78 (tái lập) của thiếu tướng Harald von Hirschfeld
    - Sư đoàn bộ binh xung kích 544 của thiếu tướng Werner Ehrig
    - Sư đoàn bộ binh xung kích 545 của thiếu tướng Otto Obenaus.

  - Quân đoàn bộ binh 59 (tái lập) do thượng tướng Edgar Röhricht chỉ huy. Thành phần bao gồm:
    - Sư đoàn bộ binh 359 của trung tướng Karl Arndt
    - Sư đoàn bộ binh 371 của trung tướng Hermann Niehoff.

  - Sư đoàn xe tăng 24 (trực thuộc tập đoàn quân) do thiếu tướng Gustav-Adolf von Nostitz-Wallwitz chỉ huy.
- Tập đoàn quân 1 (Hungary) do thượng tướng Miklós Béla (đến ngày 16 tháng 10) và thượng tướng Dezso Laszlo (từ ngày 16 tháng 10) chỉ huy. Quân số 136.000 người. Trong biên chế có các sư đoàn bộ binh 10, 13, 16, 18, 19, 20 và Cụm phòng ngự Árpád.[13][14]
- Một phần Tập đoàn quân không quân 4 (Đức) do thượng tướng Otto Dessloch chỉ huy.

#### Kế hoạch

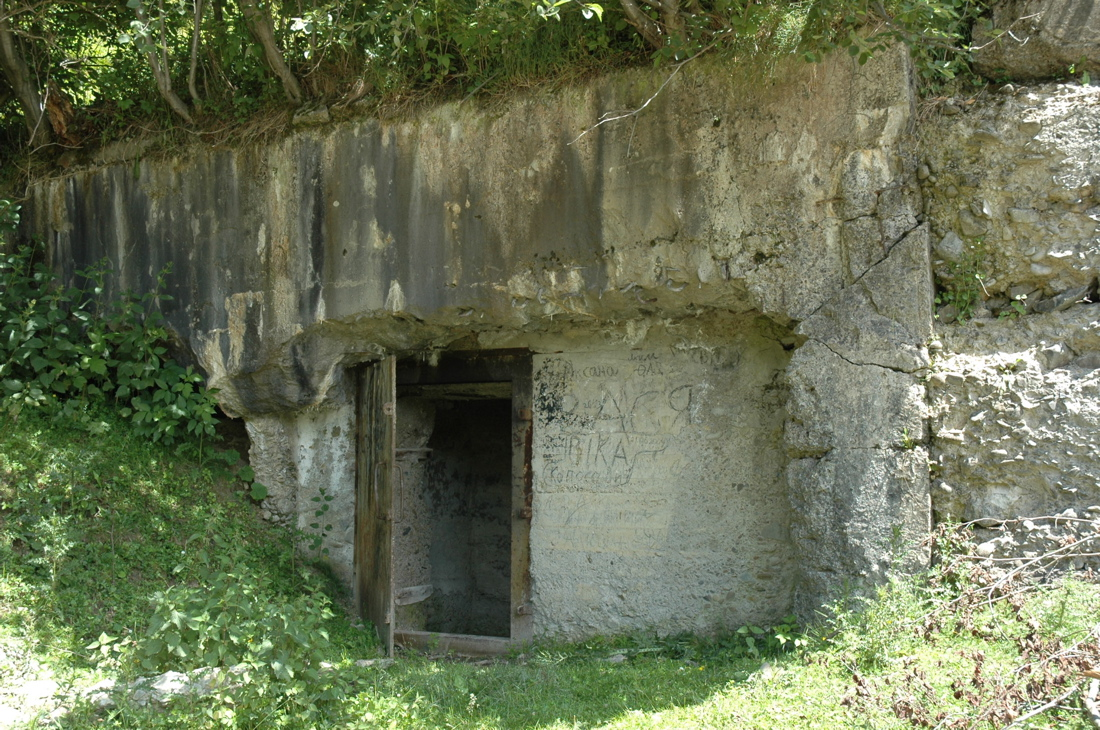
Một boongke kiên cố của quân Đức tại phòng tuyến Árpád được bảo tồn

Khu vực dãy Carpath là một trong những vị trí cứng rắn nhất trong hàng phòng ngự Đức Quốc xã tại thời điểm đó. Phía Liên Xô cũng nhận thức được rằng, việc phá vỡ các trận địa phòng ngự của Đức Quốc xã tại vùng núi hiểm trở này đòi hỏi một nỗ lực không nhỏ. Phòng tuyến này được xây dựng để đề phòng quân đội Liên Xô từ hai hướng đồng bằng Ba Lan và đồng bằng Hungary xâm nhập sang phía Tây.
Trấn thủ tại khu vực Đông Bắc Slovakia là Cụm Tác chiến Đặc biệt Heinrici do viên tướng cùng tên chỉ huy, binh lực của Tập đoàn quân xe tăng 1, Tập đoàn quân 17 (Đức) và Tập đoàn quân 1 (Hungary). Tại khu vực này, quân Đức đã xây dựng một hệ thống phòng thủ được gọi là Phòng tuyến Árpád với nhiều tầng nhiều lớp có chiều sâu đến 50 cây số và được bố trí hết sức kỹ lưỡng. Các phòng tuyến Đức được xây dựng dựa trên các thung lũng sông nối liền nhau, các con suối nhỏ chằng chịt và đặc biệt bịt kín các đường đèo nằm vắt ngang qua các dãy núi - con đường duy nhất mà các xe tăng và vũ khí nặng của Liên Xô có thể dùng để băng qua vùng núi cao hiểm trở tại dãy Carpath. Thêm vào đó, các con đường giao thông nhỏ hẹp, các khe ngầm và các cầu chịu tải trọng quá nhỏ trong vùng sẽ cản trở sức cơ động của các phương tiện thiết giáp, cơ giới và pháo hạng nặng, kể cả bộ binh. Quân Đức đã sử dụng triệt để việc bố phòng trên các cao điểm để tận dụng tối đa lợi thế trong phòng ngự. Trên các vùng đất trống trải đều được bố trí các vật cản xe tăng bằng bê tông nặng vài tấn kết hợp với các bãi mìn ở các bãi đất trống và các hỏa điểm chống tăng được bố trí trong các lô cốt bê tông cốt thép được xây dựng trong các khe "hàm ếch" bên sườn các vách đá dựng đứng. Ngoài địa hình phức tạp, thời tiết xấu trong khu vực cũng mang lại một ưu thế khác cho quân Đức khi nó làm hạn chế khả năng yểm hộ bằng không quân, pháo binh cũng như việc tổ chức vận động bộ binh và các đơn vị mang vũ khí nặng.

## Diễn biến

### Hướng Krosno - Dukla
Ngày 1 tháng 9, STAVKA và Bộ chỉ huy Phương diện quân Ukraina 1 nhận được những tin tức đáng ngại về cuộc khởi nghĩa Slovakia do phái đoàn quân sự Tiệp Khắc ở Moskva cung cấp. Tướng Heliodor Píka, trưởng phái đoàn cho biết quân Đức đã chiếm được thành phố Prešov nơi đóng quân của Bộ tham mưu các lực lượng khởi nghĩa Slovakia. Sư đoàn Slovakia 2 bị đứt liên lạc. Sư đoàn Slovakia 1 được lệnh vượt núi Carpath để về miền Trung Slovakia hội quân với các lực lượng chính ở Banska Bystrica. Tuy nhiên, đến ngày 1 tháng 9, không ai biết được sư đoàn này đang ở đâu. Kế hoạch sử dụng quân khởi nghĩa phối hợp với quân đổ bộ đường không chiếm giữa các con đèo qua dãy Carpath bị đổ vỡ, Phương diện quân Ukraina 1 buộc phải điều chỉnh lại kế hoạch tấn công, trước mắt nhằm chiếm lấy các tuyến đường đi qua dãy Carpath. Nguyên soái I. S. Konev đề nghị cho ông bảy ngày để chuẩn bị. Nhưng lúc 18 giờ ngày 2 tháng 9 năm 1944, Bộ Tổng tham mưu truyền đạt mệnh lệnh của Tổng tư lệnh tối cao:
| “                                                    | 1- Chuẩn bị và tiến hành chiến dịch ở nơi tiếp giáp giữa hai phương diện quân Ukraina 1 và 4. Từ các khu vực Krosno và Sanok đột kích theo hướng chung đến Prešov, vượt qua dãy núi "Rừng Đen" và nối liên lạc với các đơn vị Slovakia. 2- Trong quá trình chiến dịch, cho phép sử dụng Quân đoàn Tiệp Khắc 1 và các đơn vị Slovakia đang bố trí ở Đông Bắc Prešov. Cần có sự thỏa thuận trước với các đơn vị này. 3- Giao trách nhiệm tổ chức mũi tấn công cho tư lệnh Phương diện quân Ukraina 1. Trong trường hợp cần thiết, tuyến phân giới giữa hai phương diện quân có thể thay đổi. 4- Chiến dịch phải được bắt đầu muộn nhất là ngày 3 tháng 9. | ” |
| — Thừa ủy quyền Tổng tư lệnh tối cao: A. I. Antonov. | |   |

Nguyên soái I. S. Konev không phản đối mệnh lệnh tấn công nhưng ông lo ngại rằng sườn phía Nam của Phương diện quân Ukraina 1 sẽ bị hở. Còn nếu đưa thêm lực lượng đến đây, phương diện quân sẽ không đủ người và phương tiện để đột phá trên hướng Krosno - Dukla. Ông nói thẳng rằng Bộ Tổng tham mưu (Liên Xô) "không được thông minh cho lắm" khi tham mưu cho Tổng tư lệnh tối cao. Cuối cùng, chính I. S. Konev đã đưa ra được một đề nghị giúp tháo gỡ vướng mắc. 16 giờ 4 phút ngày 3 tháng 9 năm 1945, ông trả lời STAVKA:
| “                                                 | 1- Để tổ chức tấn công cho Tập đoàn quân 38, cần bổ tăng cường cho nó Trung đoàn pháo binh 17, ít nhất 2 lữ đoàn xe tăng (70 chiếc), Quân đoàn kỵ binh cơ giới cận vệ 1, 2 lữ đoàn hỏa tiến M-31, 2 trung đoàn hỏa tiễn M-13 và Quân đoàn Tiệp Khắc 1. 2- Tập trung cụm xung kích ở Pshibuvka, Krasna, Odzhikon, Mala, Lyutcha, Banaruvka, Oparuvka (cách Krossno 5 đến 15 km về phía bắc và tây bắc). 3- Thiết lập tuyến phòng thủ vững chắc tại Neplya và Odzhikon để che chắn sườn phải cho các quân xung kích tấn công theo hướng Dukla, Tylyava, Presov. 4- Sử dụng 4 sư đoàn ở thê đội 1 để phá vỡ tuyến phòng thủ của đối phương. Thê đội 2 có 2 sư đoàn. Sau khi phá vỡ tuyến phòng thủ ở ngoại vi Dukla, Quân đoàn Tiệp Khắc 1, Quân đoàn kỵ binh cận vệ 1, 2 lữ đoàn xe tăng sẽ phát triển theo sau. Quân đoàn kỵ binh phải chiếm được Zmigrud. Sau đó tiếp tục phát triển về phía Tây đến Zborov, Bardetsa hoặc về phía nam tới Presov. Quân đoàn Tiệp Khắc 1 và hai lữ đoàn xe tăng sẽ phát triển theo hướng từ Dukla đi Presov. 5- Trên hướng tây, bước đột phá tiếp theo là tấn công Sebnem, Jaslo, Osek, Smerekovets, Tylicz. Ba sư đoàn bộ binh cánh trái tổ chức phòng thủ, phối hợp với Phương diện quân Ukraina 4 khép chặt sườn ở phía đông nam Krosno. 6- Sử dụng hai lữ đoàn đổ bộ đường không Tiệp Khắc nhảy dù xuống khu vực phía bắc Stropkov để tiếp cận vị trí của quân khởi nghĩa Slovakia khi điều kiện cho phép. Để thực hiện việc này, cần 50 máy bay Si-47 có tiêm kích yểm hộ. 7- Đến ngày thứ ba của chiến dịch, chúng tôi sẽ thu hút các đơn vị Slovakia và quân du kích vào mũi tấn công này. 8- Để đột phá phòng thủ của đối phương, chúng tôi sẽ xây dựng mật độ lên tới 140 pháo và súng cối (kể cả súng cối 82 mm) trên 1 km chính diện với từ 2 cơ số đạn dược. 9- Tiến độ phát triển tấn công: Ngày đầu tiên: đạt đến tuyến Jaslo, Laystse, Zhegltse, Krosno; Ngày thứ hai: Osak, Zmigrud Nova Duklja, Rymanuv; Ngày thứ ba: đến biên giới Slovakia và đến ngày thứ năm của chiến dịch này thì đánh chiếm Stary Lubovna và Presov. 10- Chúng tôi cần 5 ngày để sẵn sàng chiến đấu. 11- Xét theo lợi ích của chiến dịch, tôi đề nghị tổ chức mũi tấn công thứ hai của Phương diện quân Ukraina 2 đánh vào hướng Miskolc - Budapest nên thu hút cả Phương diện quân Ukraina 4 tham gia đột kích từ khu vực Sanok đến Uzhgorod. Chỉ cần 4 sư đoàn là đủ. Nếu không, đề nghị Đại bản doanh chuyển cho chúng tôi 4 sư đoàn bộ binh của Phương diện quân Ukraina 4. | ” |
| — I. S. Konev, K. V. Kraynyukhov. V. D. Solovsky. | |   |

Nói cách khác, việc bao vây và tấn công Cụm Tác chiến Heinrici sẽ do cả hai Phương diện quân Ukraina 1 và 4 thực hiện. Mũi phụ công của Phương diện quân Ukraina 4 sẽ có tác dụng găm giữ và thu hút một phần binh lực quân Đức Quốc xã, tạo điều kiện thuận lợi hơn cho việc tác chiến mũi chủ công của Phương diện quân Ukraina 1.
Lần này, STAVKA phê duyệt kế hoạch, kể cả kế hoạch phối hợp của Phương diện quân Ukraina 4. STAVKA không chỉ tăng cường cho Tập đoàn quân 38 hai lữ đoàn xe tăng mà còn cho phép điều toàn bộ Quân đoàn xe tăng 25, trong biên chế có 3 lữ đoàn xe tăng, 1 lữ đoàn cơ giới và 2 trung đoàn pháo tự hành tham chiến Chiều ngày 7 tháng 9, toàn bộ các đơn vị thuộc cánh quân xung kích tấn công đã tập kết xong ở các điểm xuất phát. Toàn bộ pháo binh đột phá, bao gồm cả các đơn vị Katyusha M-31 và M-13 đã vào vị trí.
8 giờ 45 phút sáng ngày 8 tháng 9, 6 sư đoàn của Tập đoàn quân 38 bắt đầu tấn công sau một trận pháo kích kéo dài đến 125 phút. Trong giờ đầu, bộ binh và xe tăng trong dải tấn công của Quân đoàn 101 đã tiến lên được từ 1 đến 1,5 km trên con đường lớn dẫn vào Krosno. Đến giữa trưa ngày 8 tháng 9, một số tiểu đoàn tiên phong đã thâm nhập vào lớp phòng thủ thứ hai của quân Đức sâu từ 6 đến 8 km. Tuy nhiên, đó là kết quả đạt được trên hướng tấn công chính, có địa hình tương đối trống trải. Còn tại hai bên sườn của Quân đoàn bộ binh 101, tình hình không được thuận lợi như vậy. Rừng rậm và địa hình đồi núi đã cản trở khá nhiều sức công phá của bom và đạn pháo. Xạ giới bị nhiều vật cản làm cho tầm nhìn giảm thiểu. Không ít khẩu đội pháo phải dùng cách "bắn mò", hiệu quả thấp. Cuộc chiến diễn ra phức tạp trong dải tấn công của Quân đoàn bộ binh 52. Sư đoàn bộ binh 304 dẫm chân tại chỗ, buộc Sư đoàn 305 phải triển khai sang hướng Tây. Vấp phải hỏa lực dày đặc của quân Đức từ các boong ke, sư đoàn này cũng không tiến lên được. Tại dải tấn công của Quân đoàn bộ binh 67, quân đội Liên Xô cũng không chiếm trọn thành phố Krosno. Các trận đánh kéo dài trên các đường phố đe dọa làm vỡ tiến độ tấn công và tạo ra nguy cơ tổn thất cao trong ngày hôm sau.
Đoán trước được cuộc tấn công của Quân đội Liên Xô khi cuộc khởi nghĩa Slovakia nổ ra trước thời điểm dự kiến. Trong 10 ngày từ 29 tháng 8 đến ngày 8 tháng 9 năm 1944, tướng Gotthard Heinrici đã điều động đến khu vực Dukla - Presov những lực lượng mạnh, chủ yếu là xe tăng. Trong đó, Tập đoàn quân xe tăng 1 (Đức) đã điều từ cánh trái sang cánh phải của nó Sư đoàn xe tăng 1 của trung tướng Eberhard Thunert, Sư đoàn xe tăng 8 của thiếu tướng Gottfried Frölich, Sư đoàn xe tăng 24 của thiếu tướng Gustav von Nostitz (lấy từ Tập đoàn quân 17) và Quân đoàn bộ binh 11 của thượng tướng Rudolf Bünau. Chỉ trong vòng 10 ngày, binh lực quân Đức tại khu vực Krosno - Dukla - Presov đã tăng lên gấp 3 lần, hình thành các cụm phòng thủ mạnh án ngữ các con đường qua núi Karpath.
Đêm 8 rạng ngày 9 tháng 9, Phương diện quân Ukraina 1 vẫn không nhận được bất kỳ một tín hiệu nào từ những người khởi nghĩa Slovakia. Bộ chỉ huy Tập đoàn quân 38 quyết định đưa Quân đoàn Tiệp Khắc 1 vào trận và tấn công ở giữa đội hình. Quân đoàn xe tăng 25 tấn công bên cánh phải Quân đoàn bộ binh 101. Quân đoàn kỵ binh cận vệ 1 nhận nhiệm vụ đột kích sâu đến Meystsye. Mặc dù tinh thần chiến đấu của các binh sĩ tình nguỵện Tiệp Khắc rất cao nhưng trong đội ngũ cán bộ chỉ huy cao cấp của Quân đoàn Tiệp Khắc 1 lại xuất hiện những trục trặc. Tướng Jan Kratochvíl, chỉ huy trưởng quân đoàn này đã không bám sát trận địa và giữ liên lạc thường xuyên với các sư đoàn. Ông ta đóng sở chỉ huy cách tiền duyên đến 25 km nên hầu như không nắm được tình hình chiến đấu của các sư đoàn, lữ đoàn của mình. Quân đoàn cũng không tiến hành trinh sát chiến đấu như quy định của điều lệnh tác chiến bộ binh nên không thể chế áp các hỏa điểm phòng thủ của quân Đức. Trong ngày chiến đấu đầu tiên, Quân đoàn Tiệp Khắc 1 đã chịu những thiệt hại đáng kể. Các tiểu đoàn của Lữ đoàn 3 đã bị mất một nửa quân số. Vị trí tiếp giáp giữa các lữ đoàn cũng lỏng lẻo, đội hình tấn công xộc xệch. Cuối ngày 9 tháng 9, lấy cớ sương mù che phủ địa hình, tướng Jan Kratochvíl tự ý thay đổi hướng tấn công, làm cho Lữ đoàn xe tăng 111 (Quân đoàn xe tăng 25 - Liên Xô) không có bộ binh yểm hộ và chịu một số thiệt hại đáng kể. 12 xe tăng T-34 bị bắn cháy trước phòng tuyến của quân Đức. Các tiểu đoàn 3 và 5 của Lữ đoàn 3 tiếp tục bị tiêu hao. Lúc 2 giờ 15 phút ngày 10 tháng 9, Nguyên soái I. S. Konev ra lệnh cách chức tướng Jan Kratochvíl và chỉ định tướng Ludvik Svoboda, Lữ đoàn trưởng Lữ đoàn Tiệp Khắc 1 giữ chức vụ chỉ huy trưởng Quân đoàn Tiệp Khắc 1. Mệnh lệnh này đã được I. V. Stalin phê duyệt.
Ngày 10 tháng 9, tướng Gotthard Heinrici tăng viện cho cụm quân phòng thủ tại khu vực Novo Dukla Sư đoàn bộ binh xung kích 78, Sư đoàn bộ binh 544 và Trung đoàn pháo tự hành của Tập đoàn quân xe tăng 1 (Đức), củng cố tuyến phòng thủ trên con đường chính dẫn đến đèo Dukla. Trong các ngày 10 tháng 9 và sang đến ngày 11 tháng 9, các sư đoàn bộ binh 78 và 544 (Đức) tiến hành các cuộc phản kích vào bên sườn phải của Quân đoàn bộ binh 52 (Liên Xô). Tốc độ tấn công của quân đội Liên Xô tiếp tục giảm. Mỗi ngày, các sư đoàn phải chật vật lắm mới vượt qua được vài km trong điều kiện pháo binh không thể chế áp các hỏa điểm của quân Đức. Lợi dụng quân Đức tập trung chặn kích trên hướng Potok, ngày 12 tháng 9 năm 1944, nguyên soái I. S. Konev điều Quân đoàn cơ giới cận vệ 4 đến khu vực Krosno và đánh chiếm thành phố này hồi 2 giờ 40 phút cùng ngày. Trong cả ngày 12 tháng 9, Quân đoàn Tiệp Khắc 1 đã giành giật điểm cao 534 với quân Đức và kết quả bất phân thắng bại. Quân đoàn Tiệp Khắc 1 chỉ kiểm soát được nửa phía Bắc của quả núi này. Cũng trong ngày 12 tháng 9, Quân đoàn kỵ binh cận vệ 1 được tung vào trận tại khu vực Gloystse (Glojsce), cách Dukla 6 đến 8 km về hướng Tây Bắc, nơi mà tuyến phòng thủ của quân Đức mỏng hơn các chỗ khác.
Ngày 13 tháng 9, với sự tăng cường của Sư đoàn bộ binh 183 (Liên Xô), Quân đoàn Tiệp Khắc 1 chiếm được điểm cao 534 và dùng nó làm bàn đạp để phát triển tấn công về phía Nam. Các khẩu đội hỏa tiễn BM-13 và pháo nòng dài được điều đến điểm cao này để tiếp tục yểm hộ cho các cuộc tấn công. Ngày 12 tháng 9, Quân đoàn kỵ binh cận vệ 1 tấn công trên hướng Hạ Polyansky (Huta Polanska) đã vấp phải tuyến phòng thủ của Sư đoàn bộ binh 75 (Đức) có sự yểm hộ của Trung đoàn xe tăng 491 (Đức) gồm các xe tăng Tiger I, Panther và phải dừng lại trên biên giới Ba Lan - Tiệp Khắc ở Hạ Polyansky. Ở phía sau quân đoàn này, từ hướng Kramono (???) và Polyana (???), Sư đoàn xe tăng 8 (Đức) tổ chức đột kích từ hai hướng vào phía Bắc Kremono (???), cắt đứt Quân đoàn kỵ binh cận vệ 1 (Liên Xô) khỏi chủ lực Tập đoàn quân 38. Trong một tuần sau đó, Quân đoàn kỵ binh cận vệ 1 (Liên Xô) phải chiến đấu trong vòng vây để tìm đường về với quân nhà. Ở một số nơi, đã diễn ra những trận đánh giáp là cà giữa kỵ binh Liên Xô và bộ binh Đức. Quân đội Liên Xô phải tiếp tế cho Quân đoàn kỵ binh cận vệ 1 bằng đường không.
Ngày 14 tháng 9, Quân đoàn bộ binh 67 vượt qua được các chốt phòng thủ của quân Đức trên đèo Tiểu Dukla, đánh chiếm thị trấn Duklya và bắt đầu tấn công đến thị trấn Tylyava (Tylawa). Trước tình thế thất lợi của Quân đoàn kỵ binh cận vệ 1, ngày 16 tháng 9 năm 1944, Nguyên soái I. S. Konev tung Quân đoàn xe tăng cận vệ 4 của tướng P. P. Pluboyarov vào dải tấn công của Quân đoàn bộ binh 101. Mặc dù chỉ có trong tay 59 xe tăng và 9 pháo tự hành, ngày 18 tháng 9, Quân đoàn xe tăng cận vệ 4 (Liên Xô) đã đột nhập được vào thị trấn Dukla. Quân Đức tiếp tục dồn binh lực để giữ đèo Dukla chính. Ngày 17 tháng 9, Sư đoàn xe tăng 1 và Sư đoàn bộ binh 359 (Đức) được chuyển từ khu vực Radomyszl (???) (Ba Lan) đến khu vực đèo Dukla. Ngày 18 tháng 9, tướng Gotthard Heinrici đã tập hợp được tại khu vực xung quanh Dukla 5 trung đoàn xe tăng của các sư đoàn xe tăng 1, 8, 24 có 180 xe tăng và pháo tự hành cùng các sư đoàn bộ binh 78 và 208 (Đức). Cuộc chiến giành giật con đèo huyết mạnh băng qua núi Carpath chuyển sang giai đoạn ác liệt nhất trong toàn bộ chiến dịch. Ngày 20 tháng 9, sau khi chiến dịch Lvov-Sandomierz kết thúc thắng lợi, nguyên soái I. S. Konev tiếp tục tung Quân đoàn xe tăng 31 của tướng V. Ye. Grigoryev vào các trận đánh dưới chân đèo Đại Dukla.
Ngày 23 tháng 9, sau hơn một tuần chiến đấu trong vòng vây của quân Đức, chủ lực Quân đoàn kỵ binh cận vệ 1 (Liên Xô) đã tìm được con đường rút lui qua điểm cao 720 về Hạ Polyanska và gặp Quân đoàn bộ binh 101 (Liên Xô) tại điểm cao 728, phía đông Hạ Polyanska. Quân đoàn này bị thiệt hại khá nặng, chỉ có 37% số ngựa và hơn 30% số pháo được đưa ra khỏi vòng vây. Trong khi đó, các trận đánh trong khu vực đèo Dukla vẫn diễn ra phức tạp. Pháo binh Liên Xô luôn tụt lại sau do thiếu sức kéo vượt núi. Bộ binh sơn chiến Liên Xô phải giành giật từng điểm cao, từng sườn núi với bộ binh Đức. Ngày 24 tháng 9, Quân đoàn xe tăng cận vệ 4 (Liên Xô) với sự trợ giúp của công binh sơn chiến đã đột phá qua một dãy hỏa điểm trong các khe núi ở phía Tây Tylawa và đánh chiếm điểm cao 676 trên biên giới Ba Lan - Tiệp Khắc, hình thành mũi vu hồi phía tây vào cụm quân Đức tại đèo Dukla. Ngày 29 tháng 9, Quân đoàn xe tăng 31 phối hợp với Quân đoàn bộ binh 67 cũng đánh chiếm điểm cao 685 phía Tây đèo Dukla chính, hình thành mũi tấn công phía Đông. Ngày 1 tháng 10, Tập đoàn quân 38 (Liên Xô) mở cuộc tổng công kích vào cụm quân Đức đang phòng thủ xung quanh khu vực đèo Dukla chính. Ngày 4 tháng 10, Sư đoàn bộ binh 305 (Quân đoàn bộ binh 52), Lữ đoàn xe tăng cận vệ 12 và Lữ đoàn cơ giới cận vệ 3 (Quân đoàn xe tăng cận vệ 4) chọc thủng phòng tuyến của Sư đoàn bộ binh 357 (Đức) tại điểm giữa đèo Dukla chính và thị trấn Tsekhnaya (???) đánh chiếm làng Hạ Pisaka (???) và thị trấn Kapisov (???), cắt đứt con đường bộ từ đèo Dukla đi Presov, buộc cụm quân Đức tại đèo Dukla phải tháo lui. 6 giờ sáng ngày 6 tháng 10 năm 1944, Quân đoàn Tiệp Khắc 1 và Quân đoàn bộ binh 67 (Liên Xô) đã chiếm được đèo Dukla chính.

### Hướng Sanok - Skolye - Uzhgorod
Các mũi tấn công của Phương diện quân Ukraina 4 có nhiệm vụ phân tán lực lượng của Cụm tập đoàn quân "Bắc Ukraina" (Đức) sang phía Đông và khép chặt sườn trái của Phương diện quân Ukraina 1. Ngoài ra, nó còn có nhiệm vụ hỗ trợ cho Phương diện quân Ukraina 2 đang tiến công vào đồng bằng Hungary bằng cách kìm giữ Tập đoàn quân 1 (Hungary) tại khu vực Đông Carath, không cho Bộ chỉ huy Đức rút tập đoàn quân này về bảo vệ khu vực Budepest - Miskolc. Mục tiêu của chiến dịch khá rộng. Nó trải dài từ Komancha (Koromla) qua Uzhgorod, Chop, Mukachevo đến Khust và Siget, nghĩa là bao trùm toàn bộ vùng núi phía Đông Slovakia. Địa bàn tác chiến rộng phần lớn là địa hình rừng núi, trong đó có những con đường đèo dốc từ trên 20 độ đến 40 độ và nhiều vực sâu, khe hẻm. Điều đó buộc Bộ Tổng tham mưu Liên Xô phải tăng cường các đơn vị chuyên trách đã chiến đấu ở vùng rừng núi Kavkaz trong các năm 1942-1944. Đó cũng chính là thành phần chủ của yếu của Phương diện quân Ukraina 4 (tái lập).
Giống như tuyến phòng ngự tại khu vực đèo Dukla, phòng tuyến Árpád của quân Đức tại dải phòng ngự từ Sanok qua Skolye đến thượng nguồn sông Prut được xây dựng và bố trí công phu dựa trên tuyến phòng thủ cũ của quân đội Áo - Hung tại vùng Galicia trong Chiến tranh thế giới thứ nhất. Tuyến phòng thủ từ xa triển khai dưới chân dãy núi Đông Carpath gồm 3 lớp chiến hào với các trung tâm phòng ngự mạnh tại Lecko (Lesko), Losina (???), Turig (???), Korostov (???), Zaklja (???) và Jablonicksy (???) án ngữ các con đường dẫn đến dãy núi Đông Carpath. Tuyến phòng thủ thứ hai bố trí dọc theo đường phân thủy Đông Carpath trên biên giới Slovakia - Ba Lan và Slovakia - Ukraina cũng gồm ba tuyến chiến hào với các trung tâm phòng ngự nằm trên đỉnh các con đèo tại Dubensky (???), Lupkovsky (Lupkow), Ruskye Serdia (???), Uzhoksky (???), Veretsky (???), Jablonitsky (???) và Tatarsky (???). Quân đoàn sơn chiến 49 (Đức), một trong các đối thủ cũ của Tập đoàn quân 18 (Liên Xô) phòng ngự ở đoạn phía Tây của phòng tuyến. Tập đoàn quân 17 (Đức) phòng ngự đoạn giữa chiến tuyến. Ở phía Đông phòng tuyến là Tập đoàn quân 1 Hungary.
Ngày 9 tháng 9 năm 1944, Tập đoàn quân cận vệ 1 (Liên Xô) bắt đầu tấn công từ khu vực Sanok xuống phía Nam theo hướng Bukovsko (Bukowsko) - Comancha (Komancza) để phối hợp với cuộc tấn công của Tập đoàn quân 38 (Phương diện quân Ukraina 1) theo kế hoạch đã được STAVKA phê duyệt ngày 3 tháng 9. Tuyến phòng thủ thứ nhất của Quân đoàn bộ binh 59 (Đức) nhanh chóng bị bẻ gãy sau các trận công kích của Quân đoàn bộ binh 107. Các quân đoàn bộ binh 11 và 30 cũng tiến lên được từ 3 đến 5 km sau ngày tấn công đầu tiên. Đến ngày thứ ba của chiến dịch, chủ lực Tập đoàn quân cận vệ 1 (Liên Xô) đã tiến đến chân các con đèo Dubensky, Lupkovaky và Ruskye Serdia. Tướng Friedrich Schulz điều Quân đoàn bộ binh 2 SS của tướng Matthias Kleinheisterkamp tiến ra chặn kích, án ngữ các con đường qua đèo ở phía Bắc Bukovsko. Ngày 12 tháng 9, quân Đức chặn được cuộc tấn công của Tập đoàn quân cận vệ 1 (Liên Xô). Những trận đánh đẫm máu giành giật các con đèo qua núi Carpath diễn ra ác liệt suốt hơn 10 ngày sau đó.
Tập đoàn quân 18 (Liên Xô) cũng phát động cuộc tấn công từ Skolye để chiếm lấy con đèo Veretsky nằm án ngữ trên con đường tiếp cận thị trấn Uzhgorod nằm ở trung tâm miền Đông Slovakia. Cũng giống như cuộc tấn công của Tập đoàn quân cận vệ 1, các Quân đoàn bộ binh cận vệ 18 và 95 của Tập đoàn quân này chỉ vượt qua được lớp phòng thủ vòng ngoài do các sư đoàn bộ binh 6, 13 (Hungary) trấn giữ, phát triển sâu đến 12 km trên một chính diện rộng 30 km nhưng vẫn phải dừng lại trên sườn phía Bắc của dãy núi chính trước sức kháng cự ngày càng tăng lên của quân Đức. Quân đoàn sơn chiến 49 Đức dựa vào địa hình hiểm trở và các công sự vững chắc đã liên tục tập kích vào hai bên sườn các mũi tấn công kéo dài của quân đội Liên Xô, làm cho các cuộc tấn công của quân đội Liên Xô trở thành các trận tao ngộ chiến vỗ mặt và đem lại rất ít kết quả sau nửa tháng chiến đấu.
Nhằm đẩy nhanh tốc độ tấn công của các Phương diện quân Ukraina 1 và 4 tại khu vực Đông Carpath, ngày 19 tháng 9, Đại bản doanh Bộ Tổng tư lệnh tối cao Liên Xô cử nguyên soái G. K. Zhukov, Phó tổng tư lệnh tối cao đến mặt trận này để giúp các tư lệnh chiến trường tháo gỡ những khó khăn. Ngay sau khi đến mặt trận, G. K. Zhukov đã phát hiện những thiếu sót của tướng A. A. Grechko trong sử dụng binh lực và ông yêu cầu phải đưa ngay Quân đoàn bộ binh sơn chiến 3 (Liên Xô) cùng Quân đoàn bộ binh 11 lên tuyến đầu để đối phó với Quân đoàn sơn chiến 49 (Đức). Ông cũng yêu cầu tướng Ye. P. Zhuravlyov phải huy động cả bốn sư đoàn thuộc Quân đoàn bộ binh cận vệ 18 vào tuyến tấn công. Công binh sơn chiến cũng được huy động để mở thêm các con đường qua núi. Hệ thống cáp kéo được triển khai để đổ quân bất ngờ lên các điểm cao và tiếp tế cho bộ binh ở tuyến trước. Pháo binh cũng được lệnh tổ chức phối hợp trinh sát với bộ binh sơn chiến, sử dụng tối đa các khẩu đội súng phun lửa để vô hiệu hóa các hỏa điểm bê tông cốt thép của quân Đức.
Ngày 20 tháng 9, Phương diện quân Ukraina 4 tiếp tục tấn công. Tuy nhiên, phải đến ngày 7 tháng 10, sau khi Tập đoàn quân 38 (Phương diện quân Ukraina 1) chiếm được đèo Dukla, Quân đoàn bộ binh sơn chiến 3 (Liên Xô) mới tiến vào được Comancha. Lợi dụng sự yếu kém của Tập đoàn quân 1 Hungary, ngày 5 tháng 10, Quân đoàn bộ binh cận vệ 17 (Liên Xô) mở cuộc tập kích vào cụm phòng thủ của các sư đoàn bộ binh 10 và 16 (Hungary) trên đèo Yablonitsky và ngày hôm sau đã có mặt ở sườn phía Nam dãy núi Đông Carpath. Ngày 12 tháng 9, quân đoàn này đánh chiếm thị trấn Sigesz và nhanh chóng phát triển sang phía Tây. Ngày 15 tháng 9, Sư đoàn bộ binh 138 và Sư đoàn đổ bộ đường không 2 (Liên Xô) đánh chiếm Khust và thẳng tiến dọc bờ Bắc sông Tisza về Chop. Đòn tập kích từ sau lưng của Quân đoàn bộ binh cận vệ 17 (Liên Xô) đã loại bỏ tác dụng của toàn bộ hệ thống phòng ngự của quân Đức ở Đông Carpath. Ngày 26 tháng 10, Tập đoàn quân 18 (Liên Xô) đánh chiếm Mucachevo. Ngày 27 tháng 10, Uzhgorod được giải phóng.
Cuộc tấn công tập hậu của Quân đoàn bộ binh cận vệ 17 (Liên Xô) đã tạo điều kiện thuận lợi cho Tập đoàn quân cận vệ 1 vượt qua các cứ điểm phòng thủ dày đặc của quân Đúc tại tuyến Árpád. Ngày 30 tháng 9, tướng A. A. Grechko sử dụng Quân đoàn bộ binh 30 và Quân đoàn bộ binh 107 được tăng cường Lữ đoàn xe tăng cận vệ 5 và Trung đoàn pháo tự hành 875 ở cánh trái mở cuộc đột kích từ Solidka (Solinka) vào cụm cứ điểm Starina - Stakcin của quân Đức. Ngày 2 tháng 10, các xe tăng và pháo tự hành Liên Xô có bộ binh yểm hộ đã đánh tan hai cứ điểm phòng ngự tiền tiêu của quân Đức tại Zlava (???) và Ruskye (???). Ngày 5 tháng 10, các sư đoàn bộ binh 167 và 276 có xe tăng dẫn đầu đột nhập thị trấn Starina. Tướng Karl von Le Suire điều động các sư đoàn bộ binh sơn chiến 100 và 101 từ Stalcin kéo lên phản kích nhưng không chiếm lại được Starina. Ở giữa mặt trận, tướng Rudolf Bünau điều các sư đoàn bộ binh 168 và 254 tấn công vào Zlava với ý đồ kéo cụm quân xung kích trên cánh trái của Tập đoàn quân cận vệ 1 lùi về. Cuộc tấn công của quân Đức không đạt được ý đồ ban đầu. Quân đoàn bộ binh 11 (Liên Xô) có Trung đoàn pháo tự hành 1511 và 2 trung đoàn lựu pháo yểm hộ đã chặn đứng cuộc tấn công của quân Đức trên sườn núi phía Tây tại tuyến Palota - Lupkuw - Telepovitse (???).
Trên cánh trái phải của Tập đoàn quân cận vệ 1, ngày 10 tháng 10 năm 1944, Quân đoàn bộ binh sơn chiến 3 được tăng cường Lữ đoàn xe tăng cận vệ 31 và Trung đoàn xe tăng cận vệ đã đột kích từ tuyến Habura - Kalinow (Kalinov) vào Borov, Medzilaborce và đánh chiếm hai ngôi làng nằm bên sườn phía Nam dãy núi chính. Đòn tấn công thứ hai buộc tướng Rudolf Bünau, tư lệnh Quân đoàn bộ binh 11 (Đức) phải bỏ dở cuộc tập kích vào Zlava và điều Sư đoàn 96 cùng với Sư đoàn bộ binh 6 (Hungary) sang hướng Tây để chặn cánh quân xe tăng Liên Xô đang tiến đến Cabyni (Cabiny). Từ ngày 10 đến ngày 20 tháng 10, Các quân đoàn bộ binh 11, 30, 107 và Quân đoàn bộ binh sơn chiến 3 (Liên Xô) đã đổ quân xuống sườn phía Nam dãy núi Carpath, uy hiếp toàn bộ hệ thống phòng thủ của quân Đức dọc theo sông Laborec đến Srina.
Để ngăn chặn sự sụp đổ của mặt trận quân Đức tại Slovakia, từ ngày 20 tháng 10, tướng Gotthard Heinrici nhanh chóng rút Tập đoàn quân xe tăng 1 và Tập đoàn quân 17 khỏi tuyến phòng thủ Árpád và thiết lập tuyến phòng thủ mới từ Jasło qua Svidnik, Snina đến Chop, tạm thời chặn được cuộc tấn công của quân đội Liên Xô trên tuyến này. Cũng từ ngày 20 tháng 10, Cụm tập đoàn quân "Bắc Ukraina" (Đức) đổi thành Cụm tập đoàn quân A.
Sau một tháng dừng lại để củng cố binh lực và điều chỉnh lại đội hình, ngày 23 tháng 11, cả bốn quân đoàn của Tập đoàn quân cận vệ 1 (Liên Xô) lại đồng loạt chuyển sang tấn công. Từ Medzilaborce và Vysna Jablonka, Quân đoàn bộ binh sơn chiến 3 (Liên Xô) mở cuộc tấn công về hướng Stropkow (Stropkov) và Kelca, đánh bật Sư đoàn bộ binh 168 (Đức) sang bờ Tây sông Ondava, đánh thiệt hại nặng Sư đoàn bộ binh 96 (Đức). Ở cánh trái, ngày 24 tháng 11, tướng A. A. Grechko tập trung các quân đoàn bộ binh 11 và 107 cùng toàn bộ xe tăng và 2/3 lực lượng pháo binh của Tập đoàn quân cận vệ 1 tấn công mãnh liệt vào thành phố Mikhailovce (Michalovce). Ngày 26 tháng 10, Quân đoàn bộ binh 11 chiếm Mikhailovce. Quân đoàn bộ binh sơn chiến 49 (Đức) của tướng Karl von Le Suire bị thiệt hại nặng. Lo sợ bị bao vây, tướng Rudolf Bünau phải cho rút Sư đoàn bộ binh 254 sang bờ Tây sông Ondava. Ngày 30 tháng 11, toàn bộ Tập đoàn quân cận vệ 1 đã tiến ra tuyến sông Ondava. Các sư đoàn bộ binh 167, 271 và 276 (Liên Xô) đã vượt sông Ondava tại Trhoviste và đánh chiếm một đầu cầu rộng 7 km, sâu 2 km tại khu vực Sekovce - Sekovka Polyanka (Secovska Polyana) - Sacurov, sau này trở thành bàn đạp chủ yếu của Tập đoàn quân cận vệ một trong chiến dịch Tây Carpath.
Sau chiến dịch, Quân đội Liên Xô cũng có sự điều chỉnh đội hình để các tư lệnh Phương diện quân Ukraina 1 và 4 có thể tập trung vào hai hướng chiến lược tương đối xa nhau là Berlin và Praha. Ngày 29 tháng 11, Bộ Tổng tham mưu Liên Xô đề nghị STAVKA ra mệnh lệnh điều chuyển Tập đoàn quân 38 từ Phương diện quân Ukraina 1 đến Phương diện quân Ukraina 4. Mặc dù I. S. Konev không đồng ý nhưng Tổng tư lệnh tối cao I. V. Stalin vẫn chuẩn y đề nghị của Bộ Tổng tham mưu.

### Khởi nghĩa Slovakia

#### Tình hình Slovakia từ 1939 đến 1944

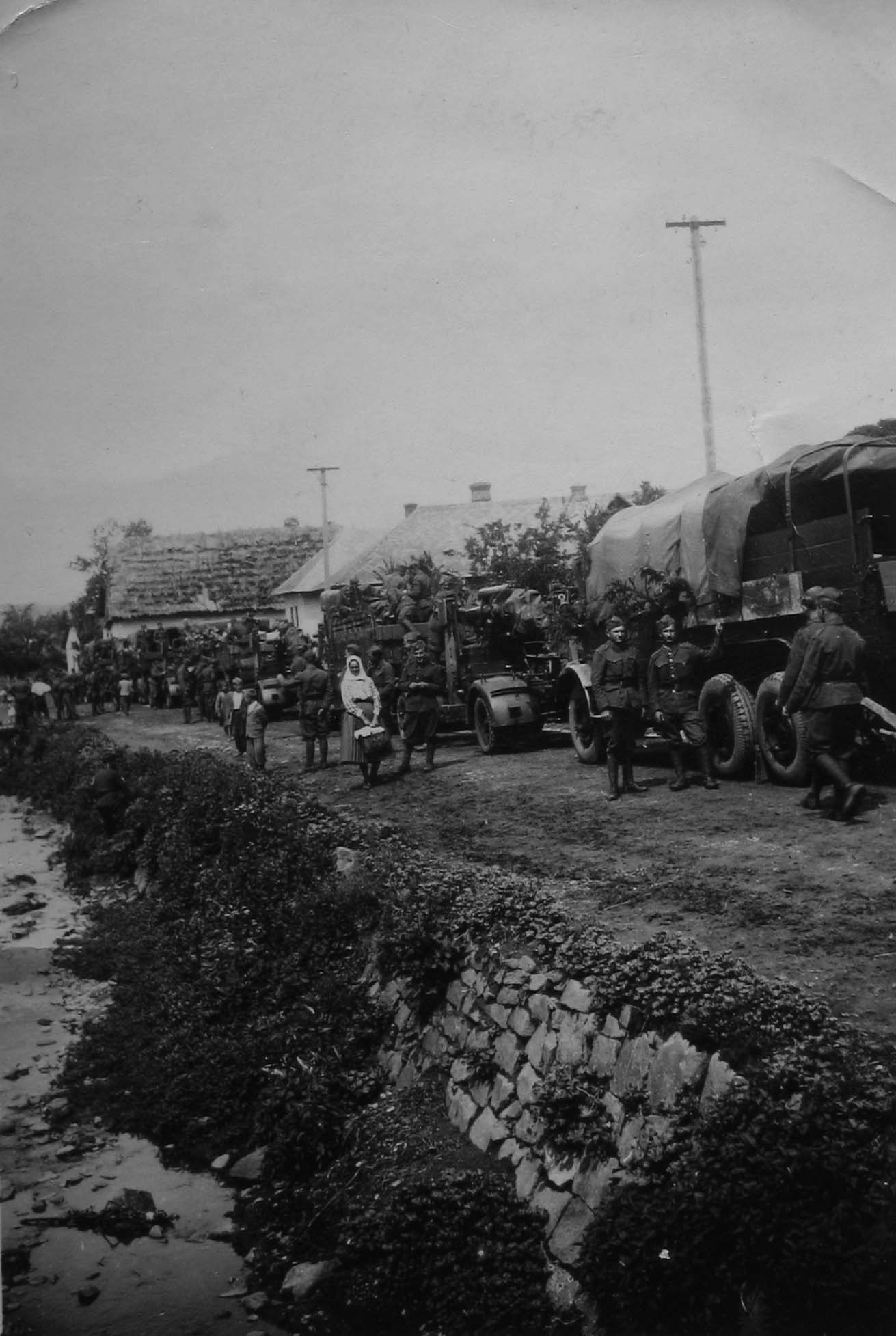
Quân đội Đức Quốc xã chiếm đóng Slovakia (Presov, mùa hè năm 1944)

Sau khi Đức Quốc xã thôn tính phần Đông Tiệp Khắc (cũ), tại lãnh thổ này hình thành các thể chế chính trị khác nhau. Ngày 19 tháng 3 năm 1939, vùng Séc (gồm Bohemia và Morava) ở phía Tây bị nước Đức Quốc xã đặt dưới chế độ bảo hộ. Tháng 3 năm 1939, tại vùng Slovakia ở phía Đông hình thành chế độ Cộng hòa Slovakia (lần thứ nhất) thân Đức do Josef Tiso làm thủ tướng. Chính phủ Cộng hòa Tiệp Khắc lần thứ nhất do Edvard Beneš lãnh đạo bỏ chạy sang Anh và trở thành chính phủ Tiệp Khắc kháng chiến (thường được gọi là Chính phủ Tiệp Khắc lưu vong). Từ trước năm 1939, Chính phủ Liên Xô đã công nhận chính phủ của Edvard Beneš là chính phủ hợp pháp duy nhất của Tiệp Khắc. Hai bên đã có một hiệp định hợp tác quân sự. Năm 1943, Liên Xô chính thức công nhận Chính phủ Tiệp Khắc ở London là một thành viên trong khối đồng minh chống phát xít. Chính phủ của Edvard Beneš cũng đặt một phái đoàn quân sự tại Moskva bên cạnh cơ quan đại diện ngoại giao Tiệp Khắc do tướng Heliodor Píka đứng đầu. Đầu năm 1944, tướng Heliodor Píka cho biết Chính phủ của Edvard Beneš nhận định các lực lượng yêu nước Slovakia trong nước có thể tiến hành một cuộc khởi nghĩa vũ trang chống lại nước Đức Quốc xã. Họ đề nghị Chính phủ Liên Xô chi viện khi cuộc khởi nghĩa nổ ra. Tháng 6 năm 1944, Liên Xô và Tiệp Khắc ký kết một thỏa ước quân sự cho phép quân đội Liên Xô được tiến hành các hoạt động vũ trang trên lãnh thổ Tiệp Khắc, bao gồm cả Slovakia.
Bộ Tổng tham mưu quân đội Liên Xô được lệnh tìm hiểu rõ hơn những vấn đề về khả năng khởi nghĩa tại Slovakia. Và kết quả là có nhiều tin tức mâu thuẫn nhau được đưa đến từ nhiều nguồn. Nguồn tin từ chính phủ Edvard Beneš cho thấy chính phủ này dự định sử dụng lực lượng phản chiến trong quân đội ngụy Slovakia làm nòng cốt, với sự chi viện của hai lữ đoàn đổ bộ đường không Tiệp Khắc (đang được xây dựng tại Liên Xô) và ít nhất là hai sư đoàn bộ binh Liên Xô cùng 50.000 cơ số vũ khí bộ binh. Các chuyên gia quân sự của Edvard Beneš ở London trù tính rằng các sư đoàn Slovakia phản chiến sẽ dựa vào địa hình hiểm trở để trấn giữ dãy núi Tatra ở phía Bắc, dựa vào các con sông Váh, Hron và rừng núi để phòng thủ ở phía Tây. Trên hướng Nam tiếp giáp với Hungary là nơi đồng bằng trống trải, họ sẽ dựa vào không quân Anh - Mỹ oanh tạc để ngăn cản cuộc tấn công của quân Đức.
Nguồn tin từ Hội đồng dân tộc Slovakia (SNR) và Đảng Cộng sản Slovakia (hoạt động bí mật) cho thấy Hội đồng này dự định sử dụng lực lượng phối hợp giữa các sư đoàn quân đội Slovakia phản chiến với các lực lượng du kích đang hoạt động trên lãnh thổ Slovakia. Họ cho rằng quân đội Slovakia được trang bị và huấn luyện kém, không đủ sức chống lại hai tập đoàn quân Đức (Tập đoàn quân xe tăng 1 và Tập đoàn quân 17) đang có mặt tại Slovakia, chưa tính đến Tập đoàn quân Hungary 1. Những người yêu nước Tiệp Khắc cũng đề nghị Quân đoàn Tiệp Khắc 1 (được nâng cấp từ Lữ đoàn Tiệp Khắc 1 ngày 10 tháng 4 năm 1944) và quân đội Liên Xô chi viện cho cuộc khởi nghĩa.
Các tính toán của những chuyên gia quân sự thuộc Bộ Tổng tham mưu Liên Xô cho thấy kế hoạch của Chính phủ Edvard Beneš chỉ xuất phát từ nguyện vọng chứ không tính đến các điều kiện thực tế. Đối với phương án đổ bộ 2 sư đoàn Liên Xô bằng đường không xuống Slovakia, phía Liên Xô cần tới gần 1.000 chuyến bay của máy bay C-47, mỗi chiếc chỉ chở được không quá 28 người với trang bị, vũ khí hoặc 3 tấn hàng. Trong khi đó, toàn bộ số máy bay vận tải của các Phương diện quân Ukraina 1 và 4 hiện có không quá 170 chiếc. Ngay cả việc đổ 2 sư đoàn Liên Xô vào Slovakia, cộng với 2 sư đoàn Slovakia thì ưu thế áp đảo về binh lực tại miền Trung Slovakia vẫn thuộc về quân Đức. Phương án khả thi nhất là chi viện cho cuộc khởi nghĩa từ trên bộ. Tuy nhiên, đến tháng 8 năm 1944, trên hướng tấn công gần nhất của quân đội Liên Xô từ phía Ba Lan, các đơn vị tiền tiêu vẫn còn cách xa biên giới Slovakia hơn 100 km trong khi quân Đức đã bố trí tuyến phòng thủ rất mạnh ở khu vực dãy núi Đông Berkids trấn giữ các con đèo qua núi. Các tính toán cũng chỉ ra rằng dù quân đồng minh Anh-Mỹ có huy động hết số máy bay ném bom chiến lược có tại châu Âu cũng không thể ngăn cản được 3 sư đoàn Đức và 2 sư đoàn Hungary xâm nhập Slovakia từ đồng bằng Hungary.
Tình hình chính trị bên trong lãnh thổ Slovakia cũng khá phức tạp. Một số quan chức cao cấp trong chính quyền thân Đức của Josef Tiso như Ferdinand Čatloš, Bộ trưởng Quốc phòng Slovakia đã dự định bắt tay với Liên Xô và bỏ rơi các chính khách ở London. Tướng Ján Golian, Tham mưu trưởng lục quân Slovakia thì hợp tác với các thành viên của Hội đồng dân tộc Slovakia. Còn tướng Augustín Malár, chỉ huy Quân đoàn Đông Slovakia lại là một nhân vật hai mang. Trong khi đó, phần lớn các đội du kích Slovakia hoạt động bất hợp pháp đều có liên hệ với Bộ chỉ huy du kích Liên Xô tại Tây Ukraina.
Cả cơ quan mật thám Gestapo, lực lượng an ninh Đức tại Slovakia, những người Cộng sản Slovakia và cả các tình báo viên của Chính phủ Edvard Beneš tại London đều nắm được ý định của Ferdinand Čatloš. Trong khi những người Cộng sản Slovakia lợi dụng chuyến bay sang Lvov của các đặc phái viên do Ferdinand Čatloš cử đi liên lạc với Liên Xô để cài vào đó Bí thư Ban chấp hành trung ương Đảng Cộng sản Slovakia, đồng chủ tịch Hội đồng dân tộc Slovakia (SNR) với Vavro Šrobár và trung tướng Mikuláš Ferjenčík đại diện cho Ủy ban quân sự thuộc SNR thì các mật báo viên của Gestapo và cơ quan tình báo quân sự Đức Abwehr cũng nắm được một số thông tin quan trọng về cuộc khởi nghĩa. Giống như ở Hungary tháng 10 năm 1944, Quân đội Đức Quốc xã quyết định ra tay trước.

#### Phát động khởi nghĩa

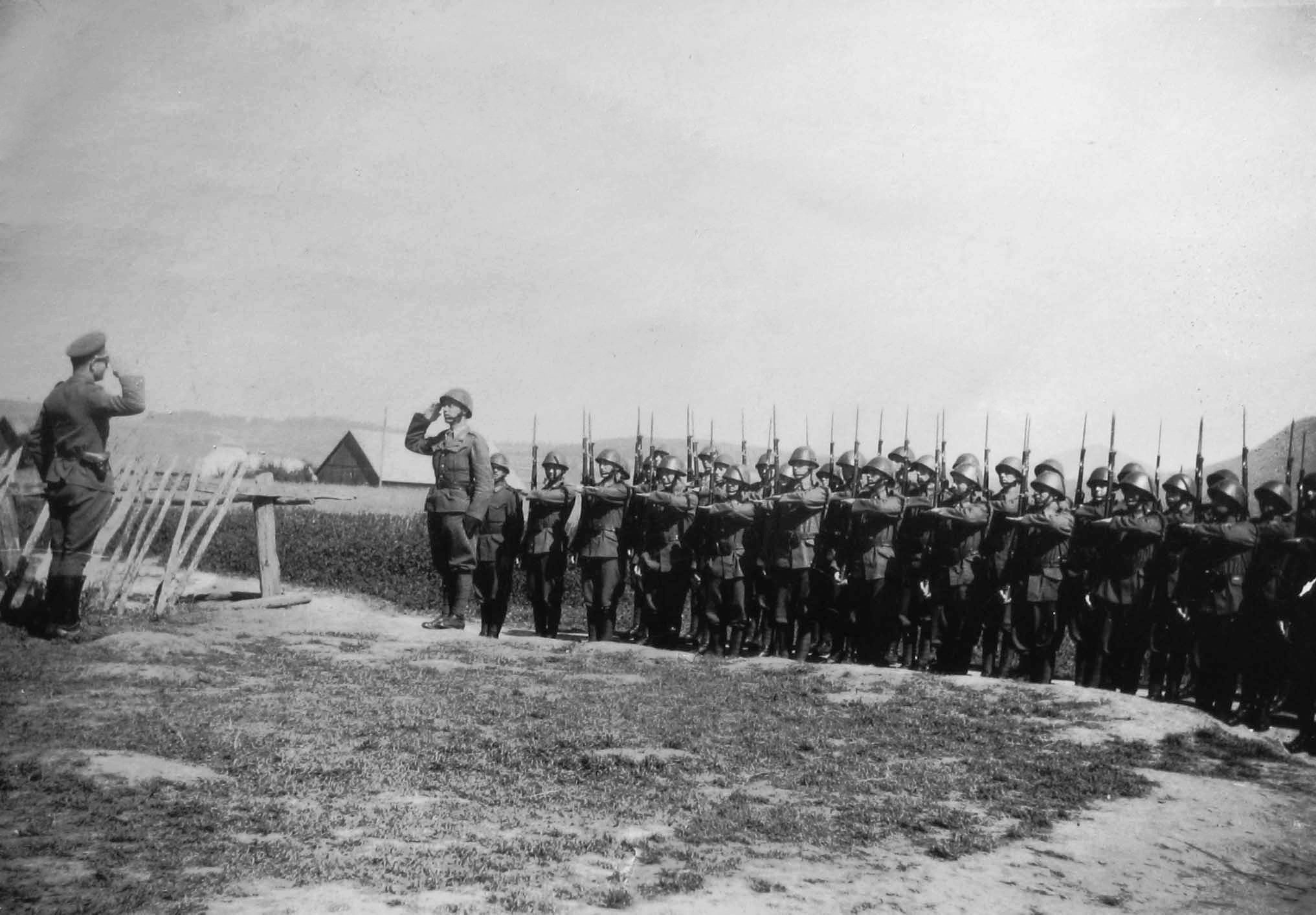
Tiểu đoàn pháo phòng không 18 của quân khởi nghĩa Slovakia

Ngày 27 tháng 8, các sư đoàn bộ binh 357, 359 và 371 (Đức) và các sư đoàn bộ binh 6, 20 (Hungary) bắt đầu xâm nhập Slovakia. Bộ chỉ huy quân đội Slovakia bị đặt dưới quyền chỉ huy của Cụm tập đoàn quân "Bắc Ukraina". Ngày 28 tháng 8, tướng Augustín Malár, Chỉ huy Quân đoàn Đông Slovakia bị bắt và bị thẩm vấn. Qua ông này, Gestapo nằm được nhiều điều về kế hoạch khởi nghĩa. Dưới áp lực của các sư đoàn Đức, tướng Ferdinand Čatloš bị buộc phải tuyên bố giải giáp Quân đoàn Đông Slovakia. Các sư đoàn Slovakia bị cấm trại và bị tước vũ khí. Các tướng Ján Golian và Rudolf Viest nắm quyền lãnh dạo những người khởi nghĩa. Trước tình thế không thể lùi, đêm 29 rạng ngày 30 tháng 8, Chính phủ Edvard Beneš phát lời kêu gọi nhân dân Slovakia đứng lên khởi nghĩa vũ trang.
Ban đầu, quân khởi nghĩa chỉ có 18.000 người. Đến ngày 5 tháng 9, quân số tham gia khởi nghĩa đã lên đến trên 47.000 người, được biên chế thành 16 tiểu đoàn và 8 đại đội độc lập. Họ có trang bị khoảng 46.000 súng trường, 4.000 tiểu liên. 2.700 trung liên, 200 pháo và súng cối, 24 xe tăng (các loại Pz 35(t), Pz 38(t), Pz 40(t) và Pz III), 4 pháo tự hành Marder II, 3 đoàn tàu bọc thép và 34 máy bay; chủ yếu là các máy bay kiểu cũ như Avia B-534, Letov S-328; số máy bay hiện đại chỉ có 10 chiếc Ju-87 và 2 chiếc Messerschmitt Bf 109G-6.
Trong giai đoạn đầu tiên, quân khởi nghĩa đã làm chủ các thành phố như Ružomberok, Banska Bystrica, Zvolen (sân bay Tri Duba), Poprad, Spišskej Novej Vsi, Vajnoroch (???), Trenčín, Žilina và Martin. Ở hướng Tây Bắc Slovakia, tiểu đoàn du kích do Ján Dobrovodský chỉ huy được triển khai tại Hričov thuộc quận Zilin; tiểu đoàn thứ hai được triển khai tại thị trấn Brodno và thung lũng Čadco. Tiểu đoàn thứ ba tấn công và đánh chiếm doanh trại quân Đức tại Rajecká và Bystrica – Rajec. Quân Đức điều một trung đoàn xung kích đến giữ thành phố Strečno, buộc những người khởi nghĩa phải rút về căn cứ của đội du kích người Pháp tại hẻm núi Strečno. Từ ngày 31 tháng 8 đến ngày 5 tháng 9, những trận đánh ác liệt diễn ra tại khu vực hẻm núi Strečno, làng Stráňavy, lâu đài cổ Starý hrad và dọc sông Váh giữa ba tiểu đoàn quân khởi nghĩa và trung đoàn xe tăng hạng nặng thuộc Sư đoàn cơ giới 178 Tatra (Đức) do tướng Von Loeper chỉ huy. Ngày 5 tháng 9, quân khởi nghĩa chặn được quân Đức trước cửa ngõ vào thành phố Turčiansky Svätý Martin. Cả hai bên đều thiệt hại đáng kể.
Ở Bắc Slovakia, ngày 31 tháng 9, Sư đoàn bộ binh 357 (Đức) đột nhập thị trấn Kežmarok và tấn công các tiểu đoàn du kích đang đóng tại Poprad và Levoča. Quân du kích không đủ lực lượng để kháng cự. Ngày 1 tháng 9, quân Đức chiếm lại Poprad và Levoča. Cuộc chiến giành giật sân bay Poprad diễn ra trong hai ngày liền giữa đại đội du kích độc lập gồm 140 người với một tiểu đoàn chính quy Đức. Ngày 3 tháng 9, quân Đức điều đến đây một tiểu đoàn xe tăng Pz-III và buộc quân khởi nghĩa phải rút lui. Ngày 3 tháng 9, lực lượng khởi nghĩa do đại úy Ján Juraj Stanek chỉ huy tập trung tiểu đoàn đặc nhiệm số 2 đánh chiếm Pusté Pole và Telgárt và giữ được hai vị trí này đến thời gian cuối của cuộc khởi nghĩa. Trong trận Telgárt, ít nhất 100 quân Đức đã thiệt mạng. Quân du kích ổn định được tuyến phòng thủ từ Đường hầm Chamrošský (???) qua Čršaľa (???) đến Čuntavska (???). che chở mặt bắc cho căn cứ khởi nghĩa tại Ružomberok.
Tại vùng tiếp giáp giữa Slovakia và Bohemia-Moravia, ngày 31 tháng 9, Cụm tác chiến sư đoàn SS Schill do tướng Karl Friedrich von Pückler-Burghaus chỉ huy bắt đầu từ Nitra và Trnava tấn công quân khởi nghĩa tại phía Nam Turčiansky Svätý Martin. Ngày 1 tháng 9, quân Đức chiếm sân bay Trenčianske Biskupice. Ngày 2 tháng 9, quân Đức chiếm các thị trấn Piešťany, Trenčín và tấn công Baťovany (nay là Partizánske). Quân khởi nghĩa giữ được thị trấn này từ ngày 3 đến ngày 9 tháng 9 nhưng vẫn phải rút lui về Prievidza và núi Vtáčnik vì thiếu vũ khí chống tăng. Chỉ huy tiểu đoàn du kích, đại úy Adolf Weinhold bị quân Đức bắt được tại Malých Uherciach và bị sát hại. Ngày 13 tháng 9, quân Đức chiếm Nováky và một ngày sau đó, chiếm Prievidza. Ngày 8 và ngày 9 tháng 9 năm 1944, Tập đoàn quân 38 và Tập đoàn quân cận vệ 1 (Liên Xô) phát động chiến dịch Carpath - Dukla. Quân Đức buộc phải điều động một số sư đoàn đang đàn áp quân khởi nghĩa Slovakia lên hướng Dukla - Presov. Trận tuyến của quân khởi nghĩa tạm thời được ổn định. Riêng ở phía Tây Slovakia, Cụm tác chiến sư đoàn SS Schill (Đức) vẫn tiếp tục gây áp lực lên khu vực phía Nam Turčiansky Svätý Martin.

#### Giai đoạn ổn định

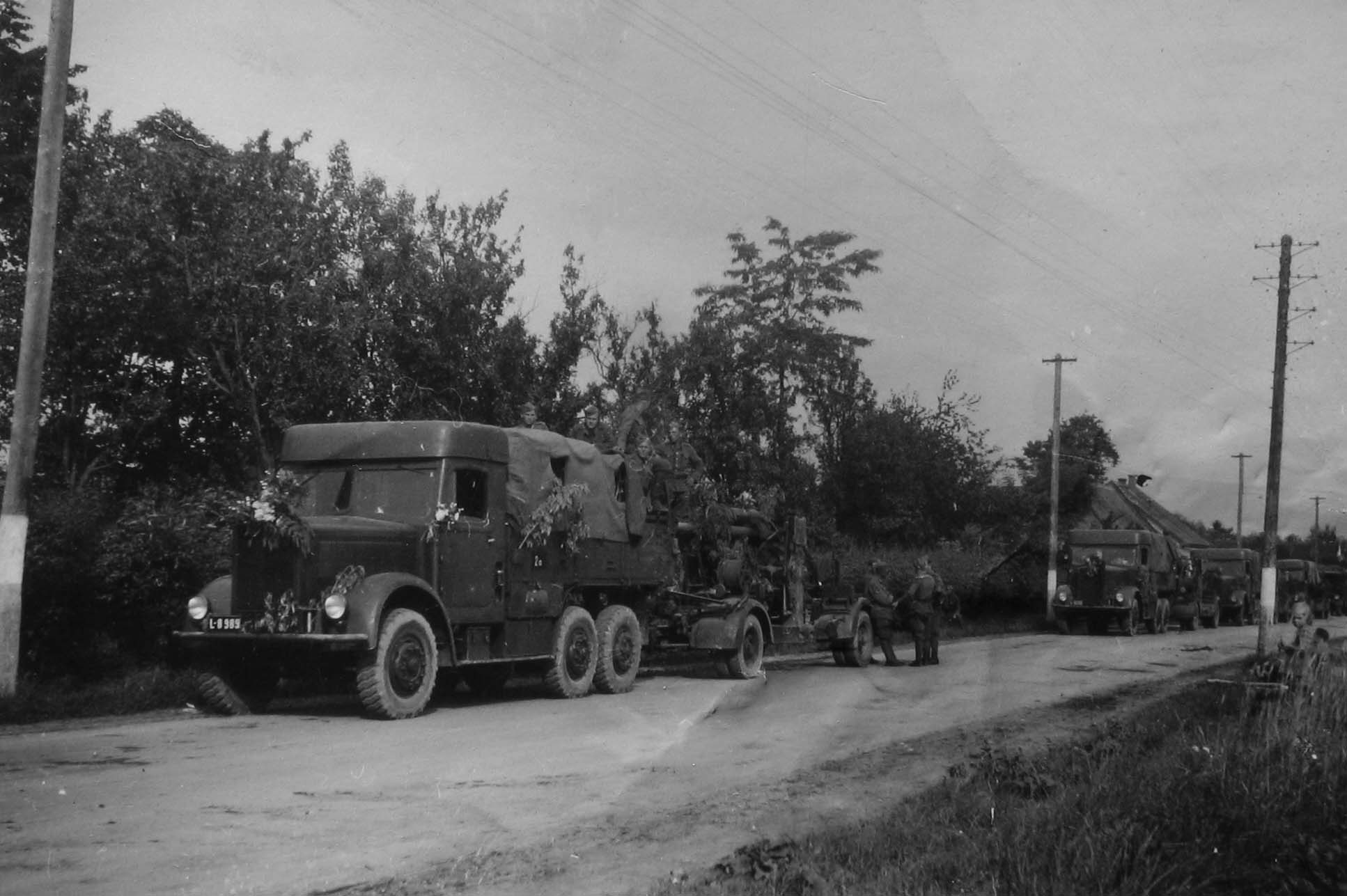
Đoàn xe quân sự của quân khởi nghĩa Slovakia

Tận dụng thời gian quân Đức tạm giảm bớt các cuộc tấn công, trong giai đoạn 2, quân khởi nghĩa Slovakia tiến hành chỉnh đốn tổ chức. Tướng Ján Golian được SNR chỉ định làm tổng chỉ huy quân khởi nghĩa. Ông tổ chức 6 cụm tác chiến, mỗi cụm tương đương một sư đoàn, được biên chế lực lượng pháo binh, công binh và thông tin. Quân Đức cũng điều động thêm lực lượng đến Slovakia. Sư đoàn bộ binh 208 được điều đến Považie (???), Sư đoàn bộ binh 371 được điều đến Ponitrie. Ở phía Tây Slovakia, ngày 14 tháng 9, Cụm tác chiến sư đoàn SS Schill đánh chiếm Žarnovica và Prievidza. Ngày 15 tháng 9, tướng Ján Golian ra lệnh cho Lữ đoàn đặc nhiệm 4 và Lữ đoàn du kích của Ján Nálepka chiếm lại Prievidza. Cuộc tấn công thất bại. Ngày 19 tháng 9, Cụm tác chiến sư đoàn SS Schill tấn công Turca (???) và uy hiếp Pohronie (???). Cụm tác chiến số 5 của quân khởi nghĩa rơi vào nguy cơ bị bao vây bởi Sư đoàn cơ giới 178 Tatra (Đức). Ngày 21 tháng 9, tướng Ján Golian ra lệnh cho Cụm tác chiến 5 bỏ ngỏ Turca rút về Banska Bystrica. Cùng ngày, SNR ban bố mệnh lệnh quy định Banska Bystrica là thành phố mặt trận.
Để cứu nguy cho các căn cứ chính của cuộc khởi nghĩa, từ ngày 15 đến ngày 21 tháng 9, các lữ đoàn đổ bộ đường không Tiệp Khắc 1 và 2 được máy bay Liên Xô đổ xuống Banska Bystrica. Trung đoàn không quân Tiệp Khắc 1 cất cánh từ Lvov cũng hạ cánh xuống các sân bay Banska Bystrica và Ružomberok. Một cầu hàng không được thiết lập nối Banska Bystrica, Tri Duba và Ružomberok với các căn cứ không quân Liên Xô. Hơn 10.000 súng bộ binh cá nhân, khoảng 1.000 trung liên, hàng trăm súng chống tăng và hơn 3 triệu viên đạn các loại đã được không quân Liên Xô chở đến các căn cứ của quân khởi nghĩa. Ngày 17 tháng 9, 4 máy bay B-17 của không quân Mỹ do đại úy James Holt Green chỉ huy cũng hạ cánh xuống sân bay Tri Duba, mang theo súng bộ binh, mìn chống tăng và một số súng chống tăng "Bazooka". Ngày 20 tháng 9, không quân đồng minh tập kích vào sân bay Nový Dvor gần Malacky, đánh hỏng đường băng, diệt 6 chiếc Ju-87, 2 chiếc He-111, 3 chiếc Ju-88, làm hư hỏng một số máy bay Ju-52, Bf-110 và Do-17. Quân Đức buộc phải tạm ngừng sử dụng sân bay Nový Dvor một thời gian và huy động các căn cứ không quân tại Hungary để thay thế. Ngày 26 tháng 9, một phái bộ quân sự Anh cũng nhảy dù xuống Slovakia để giúp đỡ lực lượng khởi nghĩa về tổ chức tác chiến. Với sự giúp đỡ của quân đồng minh, quân khởi nghĩa Slovakia đã ổn định chiến tuyến của mình đến đầu tháng 10 năm 1944, binh lực của họ tăng lên đến 60.000 người, được tổ chức thành 44 tiểu đoàn bộ binh, 6 tiểu đoàn pháo binh và 32 khẩu đội phòng không.
Sau khi chặn được cuộc tấn công của Quân đội Liên Xô trên tuyến sông Ondava, quân đội Đức Quốc xã tập trung trấn áp cuộc khởi nghĩa Slovakia. Ngày 8 tháng 10, tướng SS Hermann Höffle, chỉ huy các lực lượng Đức tại Slovakia điều động đến Slovakia Sư đoàn xe tăng xung kích 18 SS và Sư đoàn bộ binh xung kích 14 SS. Ngày 10 tháng 10, có thêm Lữ đoàn sơn chiến 2 SS được điều từ Ba Lan đến. Binh lực của quân đội Đức Quốc xã triển khai tại Slovakia để chống lại cuộc khởi nghĩa lên đến 4 sư đoàn, 1 cụm tác chiến sư đoàn và 1 lữ đoàn. Tuy binh lực tương đương nhau về quân số nhưng quân Đức vẫn chiếm ưu thế áp đảo về xe tăng, pháo binh và không quân. Ngày 3 tháng 10 năm 1944, Cụm tác chiến sư đoàn SS Schill chia làm hai cánh tiếp tục tấn công các Cụm tác chiến 3 và 4 của quân khởi nghĩa trên hướng tây Slovakia. Cánh quân thứ nhất vượt qua các cầu chưa bị phá hủy trên sông Hron và tiến về Zvolen. Cánh quân thứ hai tấn công Oslian (???), Žarnovica và uy hiếp Banská Štiavnica. Quân khởi nghĩa dựa vào các tòa nhà kiên cố để phòng ngự với sự yểm hộ của hai đoàn tàu hỏa bọc thép và chống giữ được mấy ngày. Ngày 9 tháng 10, Banská Štiavnica rơi vào tay quân Đức. Những lực lượng khởi nghĩa còn lại của quân khởi nghĩa thuộc các cụm tác chiến 3 và 4 tập trung giữ sân tay Tri Duba, sân bay lớn cuối cùng ở Trung Slovakia do quân khởi nghĩa kiểm soát. Lữ đoàn đổ bộ đường không Tiệp Khắc 2 được điều đến mặt trận Zvolen cùng với Đoàn tàu bọc thép số 3 đã giúp quân khởi nghĩa tiếp tục cầm chân quân Đức tại phía Nam sân bay Try Duba đến ngày 26 tháng 10.
Trong khi tình hình quân khởi nghĩa đang gặp khó khăn và quân đội Liên Xô vẫn đang chiến đấu để giành từng mét đất trên con đường tiến đến đèo Dukla thì nội bộ quân khởi nghĩa lại có những sự chia rẽ nghiêm trọng. Ngày 7 tháng 10 năm 1944, tướng Rudolf Viest được Chính phủ Edvard Beneš giao toàn quyền chỉ huy Quân đoàn Tiệp Khắc 1 của Slovakia (Chính phủ Tiệp Khắc ở London đặt tên cho quân khởi nghĩa Slovakia như vậy). Trong một động thái theo kiểu "chưa săn được gấu đã đòi chia da", ngày hôm sau, Bộ trưởng Frantisek Nemec trong chính phủ Beneš cũng bay tới vùng giải phóng ở Slovakia để tiếp nhận các quyền lực chính trị. SNR phản đối quyết định của London và họ quyết định cử một đoàn đại biểu đi London để nói chuyện với Edvard Beneš. Đoàn đại biểu này đi trên các máy bay B-17 của Mỹ đang vận chuyển vũ khí và thiết bị y tế đến Zvolen và đưa trở lại phía Tây 25 phi công Anh, Mỹ và 6 phi công Pháp bị không quân Đức bắn rơi trên không phận vùng giải phóng Slovakia.
Trước tình hình ngày một xấu đi, SNR và các tướng lãnh đạo cuộc khởi nghĩa quyết định vận chuyển ra khỏi Slovakia ngân khố của quân khởi nghĩa trị giá khoảng 3 triệu kuron cùng 157 kg vàng, 569 kg bạc và 133 kg kim loại quý khác. Tất cả đều được bí mật chở đi bằng máy bay Liên Xô từ Banska Bystrica đến Moskva và giao cho phái bộ quân sự Tiệp Khắc của tướng Heliodor Píka. Từ hướng đèo Dukla, trong các ngày từ 14 đến 17 tháng 10 năm 1944, Quân đoàn Tiệp Khắc 1 liên tục tiến hành nhiều trận đột phá để kết nối liên lạc với quân khởi nghĩa nhưng các nỗ lực của họ để xâm nhập vào phía sau phòng tuyến của quân Đức đều không thành công. Phòng tuyến của quân Đức trên các dãy điểm cao 562, 576, 532, 541, 517, 433, 536, 481, 332, 471, 627, 518 gần đèo Dukla vẫn rất vững chắc 

#### Quân đội Đức Quốc xã dập tắt cuộc khởi nghĩa

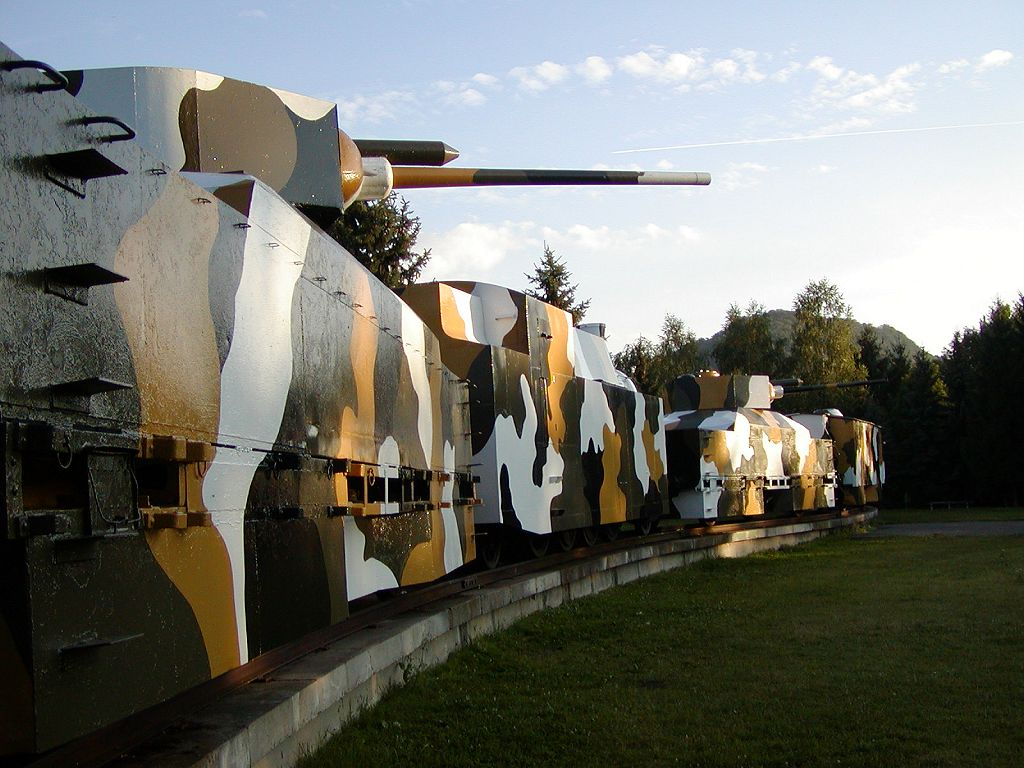
Đoan tàu bọc thép của quân khởi nghĩa Slovakia (Hiện vật lịch sử quốc gia Slovakia trưng bày tại Bảo tàng Zvolen)

Ngày 18 tháng 10, tướng Hermann Höffle phát động cuộc tổng tấn công vào tất cả các căn cứ lớn của quân khởi nghĩa Slovakia. Chiến dịch tảo thanh bắt đầu bằng cuộc không kích vào Banska Bystrica. Cùng ngày, Sư đoàn bộ binh xung kích 14 SS và Lữ đoàn sơn chiến 2 SS tấn công khu vực Ružomberok - Martin, Sư đoàn xe tăng 18 SS tấn công khu vực Jelšava – Rimavská Sobota – Lučenec, Cụm tác chiến Wittenmayer tấn công khu vực Kráľova Lehota – Liptovský Mikuláš. Từ phía Đông, các sư đoàn bộ binh 357, 359 và 371 (Đức) tấn công lên cao nguyên Rutnyi Slovakia. Ở hướng Tây Cụm tác chiến sư đoàn SS Schill tiếp tục công kích Zvolen và Banska Bystrica, trung tâm đầu não của cuộc khởi nghĩa và các thành phố Liptov Osady (???) và Breznas, gây nhiều thương vong cho thường dân. Ngày 19 tháng 10, Sư đoàn xe tăng 18 SS chiếm các thị trấn Revúca và Muráň và tiến về Červena Skala. Ngày 21 tháng 10, quân khởi nghĩa triển khai phòng thủ tại Tisovec và điều đoàn tàu bọc thép Masaryk về giữ Červena Skala. Các đơn vị du kích rút về Hạ Tatra qua Šumiac và Heľpa. Ngày 22 tháng 10, Sư đoàn xe tăng 18 SS (Đức) chiếm Rimavská Baňa. Cùng ngày, không quân Đức tấn công đoàn tàu bọc thép đang di chuyển từ Zvolen đi Lučenec.
Ngày 23 tháng 10, Sư đoàn dã chiến Hlinka thuộc quân đội Slovakia trung thành với Josef Tiso bất ngờ tấn công và đột nhập vào các khu phòng thủ Podkriváňa (???) và Detvy (???), đánh chiếm Brezno và Ostro (???)+. Ngày 25 tháng 10, tướng Rudolf Viest đạt được thỏa thuận với lữ đoàn du kích "Stalin" do Đảng Cộng sản Slovakia lãnh đạo về việc Bộ chỉ huy quân khởi nghĩa sẽ rút lui về các căn cứ của lữ đoàn này. SNR cũng chuyển trụ sở đến làng Donovaly, phía Bắc Banska Bystrica do quân Đức đã đẩy lùi Lữ đoàn đổ bộ đường không Tiệp Khắc 2 về sát ngoại ô thành phố. Sân bay Tri Duba bị đặt trong tầm pháo bắn thẳng của quân Đức. Tướng Rudolf Viest phải ra lệnh cho Trung đoàn không quân Tiệp Khắc 1 hạ cánh xuống các sân bay của Tập đoàn quân không quân 8 (Liên Xô). Ngày 27 tháng 10, Cụm tác chiến sư đoàn Schill (Đức) đánh chiếm Banska Bystrica. Các lực lượng khởi nghĩa còn lại tan rã. Một bộ phận rút vào vùng núi Tatra và sáp nhập với các đội du kích. Một bộ phận khác bỏ về quê nhà và phần lớn số này đã bị quân Đức và cảnh sát của chính quyền Tiso bắt giam.
Ngày 30 tháng 10 năm 1944, tướng SS Hermann Höffle tổ chức một cuộc duyệt binh lớn tại Banska Bystrica với sự tham gia của Josef Tiso, tổng thống chính quyền bù nhìn Slovakia. Ông này đã công khai cảm ơn Hitler và lực lượng SS. Ngày 3 tháng 11, các tướng Rudolf Viest, Ján Golian và một số sĩ quan tùy tùng bị quân SS bắt tại làng Pohronský Bukovec khi đang chuẩn bi vượt sông Hron. Cuộc khởi nghĩa Slovakia thất bại. Quân khởi nghĩa mất 10.000 đến 12.000 người chết, hơn 10.000 người khác bị bắt vào các trại tập trung của Đức, 3.600 người bị thương còn sống sót, trong đó có hơn 700 người được sơ tán sang Liên Xô. Nhiều người bị bắt, trong đó có các tướng Rudolf Viest và Ján Golian đã bị lực lượng SS giết chết trong trại tập trung. Quân khởi nghĩa mất tất cả các trang bị nặng của họ gồm xe tăng, máy bay, các đoàn tàu bọc thép, phần lớn pháo và súng cối. Quân đội Đức Quốc xã cũng mất 4.200 người chết, 5.000 người bị thương, 300 người bị bắt.
Những đơn vị khởi nghĩa còn sống sót vẫn tiếp tục hoạt động trong hàng ngũ các đội du kích ở Slovakia cho đến tháng 1 năm 1945, khi quân đội Liên Xô mở Chiến dịch Tây Carpath, giải phóng toàn bộ Slovakia.

## Diễn biến chính trị có liên quan: Sự tồn tại của Quân đoàn Tiệp Khắc 1
Sau chiến dịch, giữa Bộ Tổng tham mưu Liên Xô và Bộ Quốc phòng của Chính phủ lưu vong do Edvard Beneš lãnh đạo ở London đã có những mâu thuẫn về sự tồn tại của Quân đoàn Tiệp Khắc 1. Sau khi bị huyền chức, tướng Ján Kratochvíl, nguyên tư lệnh Quân đoàn Tiệp Khắc 1 đã viết một báo cáo cho Ingram Piqué, Bộ trưởng Quốc phòng của Chính phủ Edvard Beneš. Trong báo cáo, Ján Kratochvíl buộc tội Ludvik Svoboda chỉ huy kém, đã làm cho Quân đoàn Tiệp Khắc 1 bị thiệt hại nặng. Ông ta cho rằng trong Quân đoàn Tiệp Khắc 1 hiện thời có rất nhiều "tay sai" của Moskva. Tướng Ingram Piqué đem nguyên bản báo cáo của Ján Kratochvíl trình lên Tổng thống Edvard Beneš. Tại cuộc họp giữa Edvard Beneš với các chỉ huy chiến trường của Liên Xô và Tiệp Khắc tại Kosice, ông này đã trách mắng thậm tệ Ludvik Svoboda. Ludvik Svoboda cho rằng Edvard Beneš đã nghe những báo cáo sai lệch và mời tổng thống đi thăm chiến trường Dukla. Ngày hôm sau, Edvard Beneš nhận lời mời và được đưa đi thăm các khu phòng thủ kiên cố của quân Đức vừa bị quân đội Liên Xô và Tiệp Khắc đánh chiếm. Ludvik Svoboda còn mời Edvard Beneš đi thăm khu phòng thủ của quân Đức tại Hạ Komarnika và nói trước rằng những gì được trông thấy ở đó còn kinh khủng hơn cả ở Dukla. Lần này thì Edvard Beneš từ chối và thừa nhận:
| “               | Không, cảm ơn đồng nghiệp đã đưa tôi đi thăm chiến trường. Sau đó, tôi sẽ không đi đâu nữa. Cuộc đi thăm này đã đủ để tôi nhìn thấy và có những ấn tượng về sự ác liệt của các trận đánh tại Dukla | ” |
| — Edvard Beneš. | |   |

Mặc dù Quân đoàn Tiệp Khắc 1 vẫn còn duy trì được 2/3 quân số nhưng nhận thấy bản báo cáo của Ján Kratochvíl hợp với ý tưởng của cá nhân mình, ngày 28 tháng 10 năm 1944, Ingram Piqué yêu cầu tướng Heliodor Píka, trưởng phái đoàn quân sự Tiệp Khắc ở Moskva đề nghị phía Liên Xô cho giải thể Quân đoàn Tiệp Khắc 1 vì Bộ Quốc phòng Tiệp Khắc nhận thấy nó không còn có khả năng bổ sung quân số. Chính phủ Tiệp Khắc lưu vong ở London còn đề nghị chỉ tổ chức 1 Lữ đoàn Tiệp Khắc với 3 đến 4 tiểu đoàn, giải tán các đơn vị pháo binh, xe tăng và máy bay để lấy quân bổ sung cho bộ binh. Không những thế, Ingram Piqué còn yêu cầu không được tuyên truyền chống Đức Quốc xã trong các đơn vị Tiệp Khắc.
Bộ Tổng tư lệnh tối cao Liên Xô không thể đồng ý với những đề nghị đó. Phía Liên Xô cho rằng Chính phủ Edvard Beneš và cá nhân Ingram Piqué muốn thủ tiêu hạt nhân của binh đoàn này. Còn về yêu cầu không được tuyên truyền chống Đức Quốc xã thì phía Liên Xô đã đề nghị Edvard Beneš kiểm tra lại xem Ingram Piqué đứng về bên nào trong cuộc chiến này. Những ồn ào ở London đã được dẹp yên khi Hội đồng quân sự Phương diện quân Ukraina 1 phản kháng đề nghị giải thể Quân đoàn Tiệp Khắc 1. Trong báo cáo gửi về STAVKA ngày 30 tháng 10, I. S. Konev, K. V. Kraynyukov và V. D. Sokolovsky chứng minh rằng họ có thể phục hồi quân số của Quân đoàn Tiệp Khắc một trong thời gian không quá một tháng. Từ cuối tháng 10, cơ quan chính trị của Phương diện quân Ukraina 1 đã cho phép Ban tham mưu Quân đoàn Tiệp Khắc 1 tổ chức tuyển quân tình nguyện từ những cộng đồng dân cư Slovakia sinh sống tại lãnh thổ Tây Ukraina. Những chiến sĩ Tiệp Khắc đã có kinh nghiệm chiến đấu được đưa lên vị trí chỉ huy thay thế các cán bộ đã tử trận, trong đó có 600 hạ sĩ quan được thăng cấp bậc hàm lên sĩ quan. Phía Liên Xô cũng lấy từ nguồn dự trữ của mình cấp bổ sung đủ vũ khí, đạn dược, trang bị và 50.000 bộ trang phục được may theo mẫu của quân đội Tiệp Khắc cho các đơn vị của quân đoàn.
Tuy nhiên, Ingram Piqué và bộ tham mưu của ông này ở London vẫn chưa thừa nhận sai lầm của họ. Tướng Hasal cùng một số sĩ quan cánh hữu trong quân đội Tiệp Khắc đến từ London đã đi sang vùng Transcarpath thuộc Ukraina để vận động người dân chống lại cuộc tuyển quân này. Việc nhóm sĩ quan của Hasal tự tiện xâm nhập lãnh thổ Ukraian đã vi phạm thỏa thuận giữa Liên Xô và Tiệp Khắc về phạm vi hoạt động của các viên chức ngoại giao và sĩ quan Tiệp Khắc ở Liên Xô. Chính phủ Liên Xô gửi công hàm phản đối đến Edvard Beneš và kết quả là nhóm sĩ quan do Ingram Piqué cử đến buộc phải rời khỏi vùng sau mặt trận của Phương diện quân Ukraina 1. Trò "chọc gậy bánh xe" của Ingram Piqué và những người đồng mưu với ông ta thất bại. Quân đoàn Tiệp Khắc 1 đã phục hồi lại sức mạnh của mình và chuẩn bị tham gia Chiến dịch Tây Carpath.

## Kết quả, đánh giá và ảnh hưởng

### Kết quả

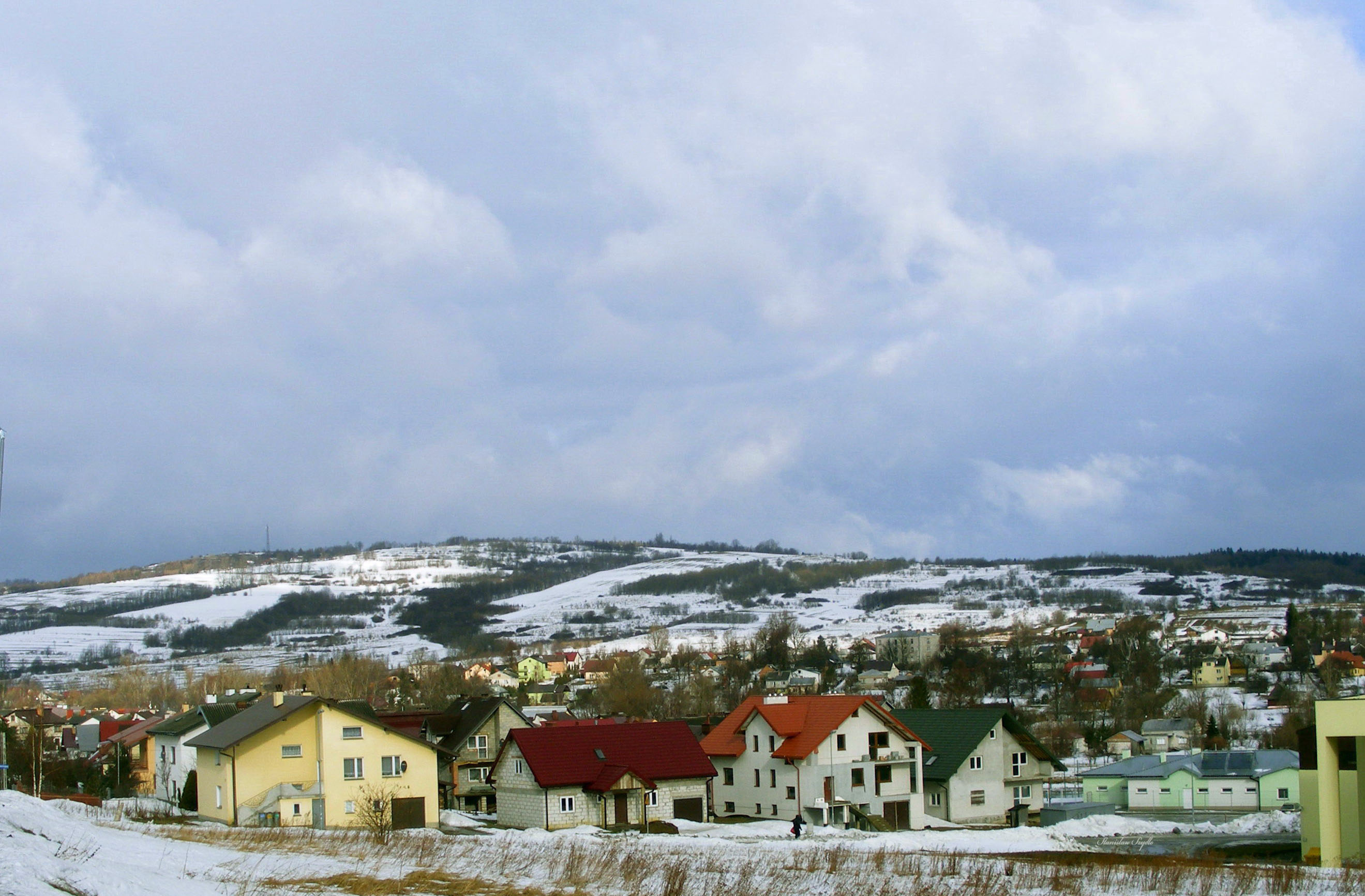
Điểm cao 534 trên đèo Dukla ngày nay

Mặc dù không thể giúp đỡ được quân khởi nghĩa Slovakia, nhưng quân đội Liên Xô đã đẩy quân Đức vào sâu trong dãy Carpath và gây ra những thiệt hại nặng nề cho quân đội Đức Quốc xã cả về người và phương tiện. Theo các tài liệu của Liên Xô và Tiệp Khắc thì quân Đức chịu thiệt hại nặng. Trên hướng Carpath - Dukla có 52.000 người chết và bị thương, 26.000 người khác bị bắt làm tù binh. Trên hướng Carpath - Uzhgorod có 60.000 người chết, bị thương và khoảng 28.000 tù binh (tính cả quân Hungary). Quân Đức cũng bị mất 800 pháo và súng cối cùng 185 xe tăng. Thiệt hại của quân đội Liên Xô cũng đáng kể. Tại Tập đoàn quân 38 có 13.264 người chết, 48.750 người bị thương. Tại Phương diện quân Ukraina 4 có 13.579 người chết, 50.618 người bị thương. Riêng Quân đoàn Tiệp Khắc 1 có đến 1.630 người chết, 4.069 người bị thương và 90% đội ngũ sĩ quan chỉ huy. Nhiều người trong số họ đã ngã xuống khi chỉ còn cách đường biên giới Ba Lan - Tiệp Khắc vài bước chân.
Cuộc khởi nghĩa Slovakia thất bại cũng gây nhiều tổn thất nặng nề cho quân khởi nghĩa và người dân Slovakia về nhân mạng. Theo các tài liệu của Tiệp Khắc, quân khởi nghĩa có 1.720 người chết, khoảng 3.600 người bị thương, khoảng 10.000 người bị bắt. Con số thường dân thiệt mạng lên đến 12.000 người. Quân đội Đức Quốc xã cũng chịu thương vong khá lớn với 9.200 người chết và bị thương, khoảng 300 sĩ quan và binh lính Đức bị bắt làm tù binh. Số tổn thất này không được tính trong thương vong của quân Đức tại Chiến dịch Đông Carpath.
Tổn thất vật chất trong cuộc khởi nghĩa Slovakia cũng rất lớn. Các thành phố lớn như Turčiansky Svätý Martin, Ružomberok, Banská Bystrica, Zvolen và Banská Štiavnica đều bị phá hủy nặng nề trong các trận ném bom và pháo kích của quân Đức. Nhiều thị trấn và ngôi làng trở thành những đống gạch vụn. Quân Đức thu được từ tay quân khởi nghĩa Slovakia 80 khẩu pháo, 600 xe tải, 1 đoàn xe lửa bọc thép, 1 đoàn tàu vận tải hàng hóa, 300 con ngựa và số tiền mặt khoảng 2,8 triệu korón.

### Đánh giá
Chiến dịch Đông Carpath kết thúc mà không đạt được các mục tiêu đã đề ra. Quân đội Liên Xô trước sức kháng cự dữ dội của quân Đức Quốc xã đã chịu thiệt hại nặng nề và không thể nào trợ giúp cho cuộc khởi nghĩa của các lực lượng yêu nước, chống phát xít đang diễn ra ở Slovakia. Một số ý kiến cáo buộc rằng I. V. Stalin đã cố tình để cho cuộc khởi nghĩa bị dập tắt giống như ở Khởi nghĩa Warszawa nhằm thủ tiêu các thế lực chống cộng, chống Liên Xô trong hàng ngũ quân khởi nghĩa. Tuy nhiên, cần phải chú ý rằng, để cầm chân quân đội Liên Xô tại khu vực này, quân đội Đức Quốc xã đã phải sử dụng đến 12 trong 20 sư đoàn, chiếm 60% binh lực của Cụm Tập đoàn quân Ukraina mà đáng lẽ ra chúng có thể được dùng để đàn áp cuộc khởi nghĩa của nhân dân Slovakia. Có thể nói, đây là sự trợ giúp lớn nhất và thiết thực nhất về mặt quân sự mà quân đội Liên Xô có thể làm được cho những người khởi nghĩa. Và việc "trói chân" một lượng lớn quân Đức tại đây khiến bộ chỉ huy Đức Quốc xã không có đủ lực lượng để tăng cường cho khu vực Hungary đang bị hai Phương diện quân Ukraina 2 và 3 tấn công dữ dội, điều mà họ dự tính thực hiện sau khi chiến sự ở khu vực Byelorussia - Ba Lan tạm thời lắng xuống. Ngoài ra, nếu căn cứ vào địa hình khó khăn của khu vực và một số yếu tố khác thì cũng có thể thấy quân đội Liên Xô đã có những nỗ lực rất lớn trong chiến dịch này.
Có một số tranh cãi xảy ra về thương vong cũng như về mục đích của chiến dịch Đông Carpath. Một số ý kiến cho rằng Hồng quân rõ ràng đã cố hết sức để làm suy yếu quân Đức đến mức có thể. Một số khác lại cáo buộc quân đội Liên Xô chỉ đang "lấy thịt đè người", bất chấp thương vong như mọi khi.
Chiến dịch Đông Carpath một lần nữa cho thấy rõ bản chất chính trị - quân sự phức tạp của cuộc Chiến tranh thế giới thứ hai, đặc biệt là ở giai đoạn cuối của cuộc chiến. Trong đó, những quyền lợi về chính trị trong quan hệ quốc tế đã đan xen và can thiệp vào những vấn đề thuần túy quân sự. Mặc dù thất bại của cuộc khởi nghĩa Slovakia không để lại những hậu quả chính trị nặng nề như Khởi nghĩa Warszawa nhưng đều có nguyên nhân chung từ quan hệ quốc tế giữa các nước đồng minh chống phát xít cũng như quan hệ giữa nước sở tại với các nước đồng minh. Giống như cuộc Khởi nghĩa Warszawa, Khởi nghĩa Slovakia được tiến hành bởi những nhiều lực lượng với mối quan hệ khá phức tạp, bao gồm các lực lượng có xu hướng thân phương Tây, những lực lượng có xu hướng thân Liên Xô, những người lính Slovakia phản chiến và các đội du kích. Không giống như ở Nam Tư, Đảng Cộng sản Slovakia vẫn phải chia đôi quyền lãnh đạo SNR với các đảng khác và không đủ sức điều hành có hiệu quả các lực lượng vũ trang yêu nước. Cuộc khởi nghĩa nổ ra sớm hơn dự định còn có nguyên nhân do kế hoạch cơ bản bị tiết lộ cho quân đội Đức Quốc xã do sự phản bội của một số chỉ huy Quân đoàn Đông Slovakia. Ngay từ đầu, những người khởi nghĩa đã mất đi hai sư đoàn cốt cán do bị quân Đức giải giáp. Giống như ở Warszawa, sự bị động của nhưng người khởi nghĩa kéo theo sự bị động của quân đội Liên Xô. Vì những mục tiêu chính trị, STAVKA yêu cầu họ tấn công trong khi chưa có sự chuẩn bị đầy đủ để đột phá phòng tuyến của quân Đức một cách nhanh chóng. Và quân đội Liên Xô dù phải trả giá đắt cũng chỉ đủ sức tiến đến được sông Ondava trong khi những người khởi nghĩa Slovakia không thể trụ lại lâu hơn nữa.

### Ảnh hưởng

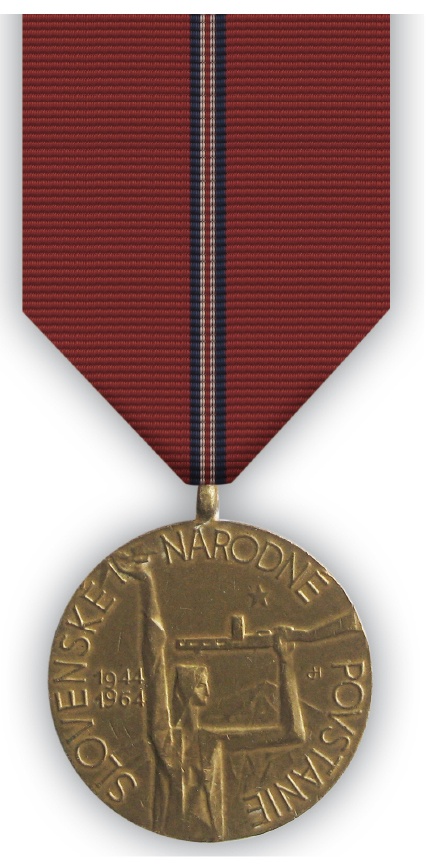
Kỷ niệm chương 20 năm cuộc khởi nghĩa Slovakia 1944

Chiến dịch Đông Carpath đã có ảnh hưởng tích cực đến các phương diện quân Ukraina 1 và Ukraina 2 đang tấn công bên sườn phải và sườn trái của Phương diện quân Ukraina 4. Mặc dù phải ném vào đây Tập đoàn quân 38 với binh lực tăng cường rất mạnh nhưng Phương diện quân Ukraina 1 đã loại bỏ được mối đe dọa bên sườn trái, che chắn cho cánh quân chủ lực của Phương diện quân đang mở rộng bàn đạp Sandomierz. Chiến dịch này cũng buộc quân đội Đức Quốc xã phải rút 3 sư đoàn xe tăng và 4 sư đoàn bộ binh đang tấn công bàn đạp Sandomierz. Nhờ đó, Phương diện quân Ukraina 1 có điều kiện thuận lợi hơn để chuẩn bị cho Chiến dịch Wisla-Oder vào đầu năm 1945, đẩy mặt trận tiến đến biên giới phía Đông nước Đức Quốc xã.
Cuộc tấn công của Phương diện quân Ukraina 4 đã tạo điều kiện cho Phương diện quân Ukraina 2 khép chặt được sườn phải, chia cắt Tập đoàn quân 1 Hungary với cụm quân Budapest, tạo ra một lỗ hổng giữa tuyến tiếp giáp giữa Cụm tập đoàn quân Bắc Ukraina (từ 20 tháng 10 năm 1944 là Cụm tập đoàn quân A) và Cụm tập đoàn quân Nam (Đức), tạo điều kiện cho Phương diện quân Ukraina 2 khoét sâu vào chỗ hiểm yếu để tiến lên phía Bắc Budapest trong Chiến dịch Budapest. Đáng tiếc là sự chậm trễ trong hành động của Bộ Tư lệnh Phương diện quân Ukraina 4 đã trở thành một trong những nguyên nhân khiến cho trong giai đoạn 1 và giai đoạn 2 của Chiến dịch Budapest, Phương diện quân Ukraina 2 (Liên Xô) không thể phát triển tấn công trên hướng Đông Budapest.
Cuộc khởi nghĩa Slovakia thất bại đã làm tiêu tan những hy vọng cuối cùng của Chính phủ Edvard Beneš lưu vong tại London muốn giành lấy chính quyền ở Slovakia trước khi quân đội Liên Xô tiến đến đây. Những người khởi nghĩa Slovakia buộc phải rút lên núi đã quay sang hợp tác với các đội du kích do Đảng Cộng sản Slovakia lãnh đạo và du kích Liên Xô hoạt động trên lãnh thổ Slovakia. Một số đã gia nhập vào Quân đoàn Tiệp Khắc 1 và quân đoàn này trở thành hạt nhân để xây dựng Quân đội nhân dân Tiệp Khắc sau này. Việc Quân đoàn Tiệp Khắc 1 tiến đến biên giới Ba Lan - Tiệp Khắc đã trở thành một sự kiện có tiếng vang về sau này. Cũng như Tập đoàn quân Ba Lan 1, Quân đoàn Tiệp Khắc 1 tiếp tục chiến đấu để góp phần giải phóng toàn lãnh thổ Tiệp Khắc và thủ đô Praha của họ. Lịch sử Séc và Slovakia cho đến nay vẫn coi sự kiện Quân đoàn Tiệp Khắc 1 đặt chân lên đỉnh đèo Dukla và cuộc khởi nghĩa Slovakia là hai sự kiện đánh dấu những bước ngoặt lớn của Tiệp Khắc. Trong đó, cuộc khởi nghĩa Slovakia đã đặt những cơ sở cho cuộc cách mạng dân tộc dân chủ ở Tiệp Khắc sau Chiến tranh thế giới thứ hai.

## Tưởng niệm và ghi công

### Bảo tàng

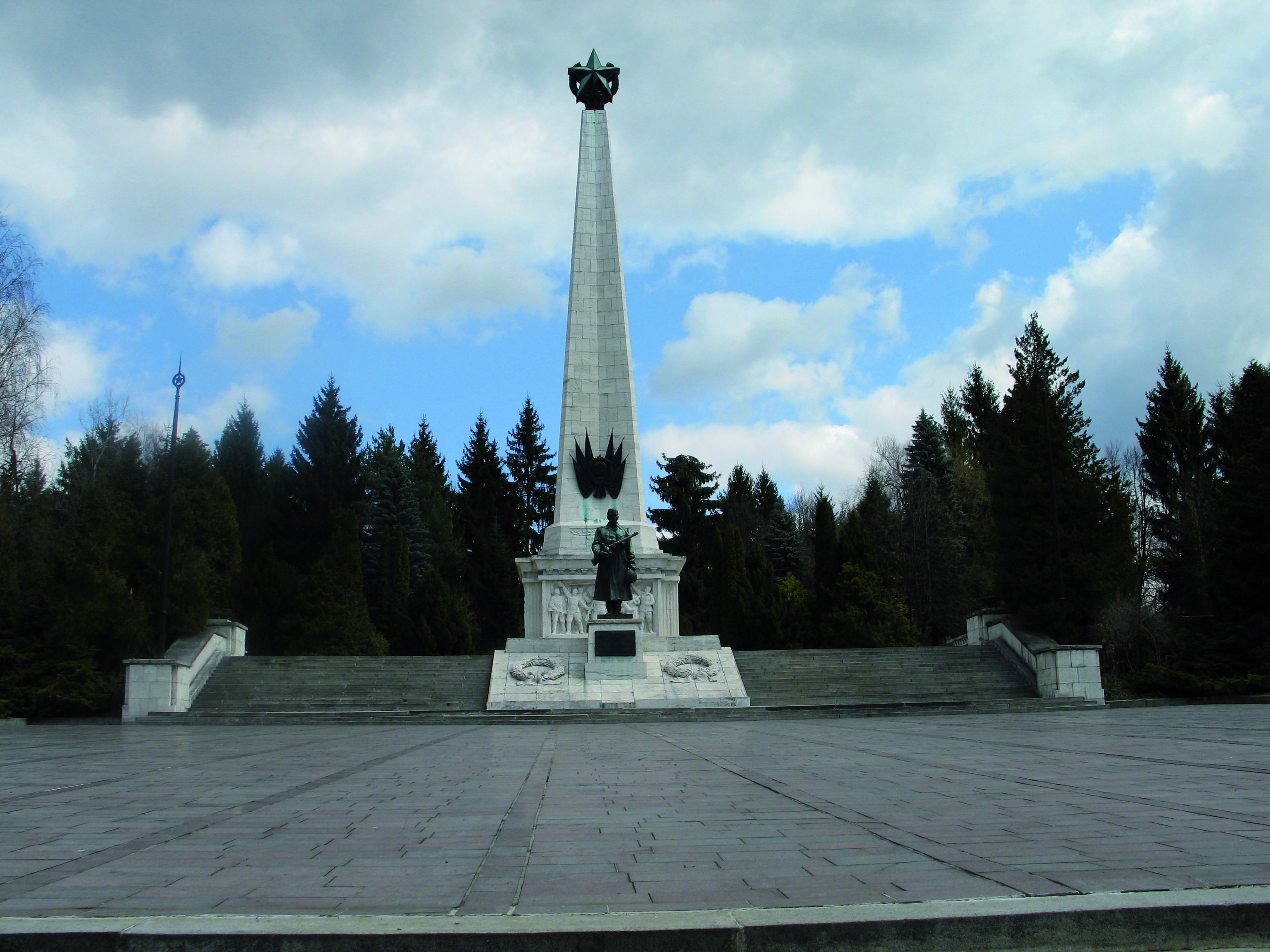
Đài tưởng niệm chiến binh Xô Viết tại nghĩa trang dưới chân đèo Dukla

Ngày 8 tháng 5 năm 1955, CHXHCN Tiệp Khắc khánh thành bảo tàng khởi nghĩa Slovakia ở Banská Bystrica, vốn là thủ phủ của vùng giải phóng do quân khởi nghĩa kiểm soát. Ngày nay, bảo tàng Banská Bystrica là Bảo tàng quốc gia Slovakia. Nhiều kiện vật còn lưu giữ được của cuộc khởi nghĩa đã được trung bày tại đây gồm các xe tăng, pháo, súng cao xạ, xe bọc thép, máy bay, đoàn tàu bọc thép, các vật dụng, trang bị, đồ dùng cá nhân, trang phục... của quân khởi nghĩa Slovakia. 66.956 bộ sưu tập và hiện vật lẻ đã được trưng bày. Trong kho lưu trữ của bảo tàng vẫn còn 136.157 và hiện vật lẻ đang chờ được thẩm định và kết luận. Trong bảo tàng có một nhóm tượng đài có tính biểu tượng do Dušan Kuzma thiết kế và chỉ huy thi công. Bảo tàng này cũng có một thư viện khá lớn với 20.000 đầu sách.
Năm 1964, tại quận Svidník ở Đông Bắc Slovakia, một bảo tàng khác đã được nhà nước Tiệp Khắc khánh thành trong khu vực đèo Dukla để kỉ niệm sự kiện những người chiến sĩ của Quân đoàn Tiệp Khắc 1 từ Liên Xô trở về chiến đấu để giải phóng Tiệp Khắc. Đây là một bảo tàng ngoài trời với nhiều hiện vật còn lưu giữ được và phục chế có liên quân đến các trận đánh từ ngày 8 tháng 9 đến 28 tháng 10 năm 1944 xung quanh khu vực đèo Dukla giữa quân đội Liên Xô, Tiệp Khắc với quân đội Đức Quốc xã.

### Kiến trúc và điêu khắc

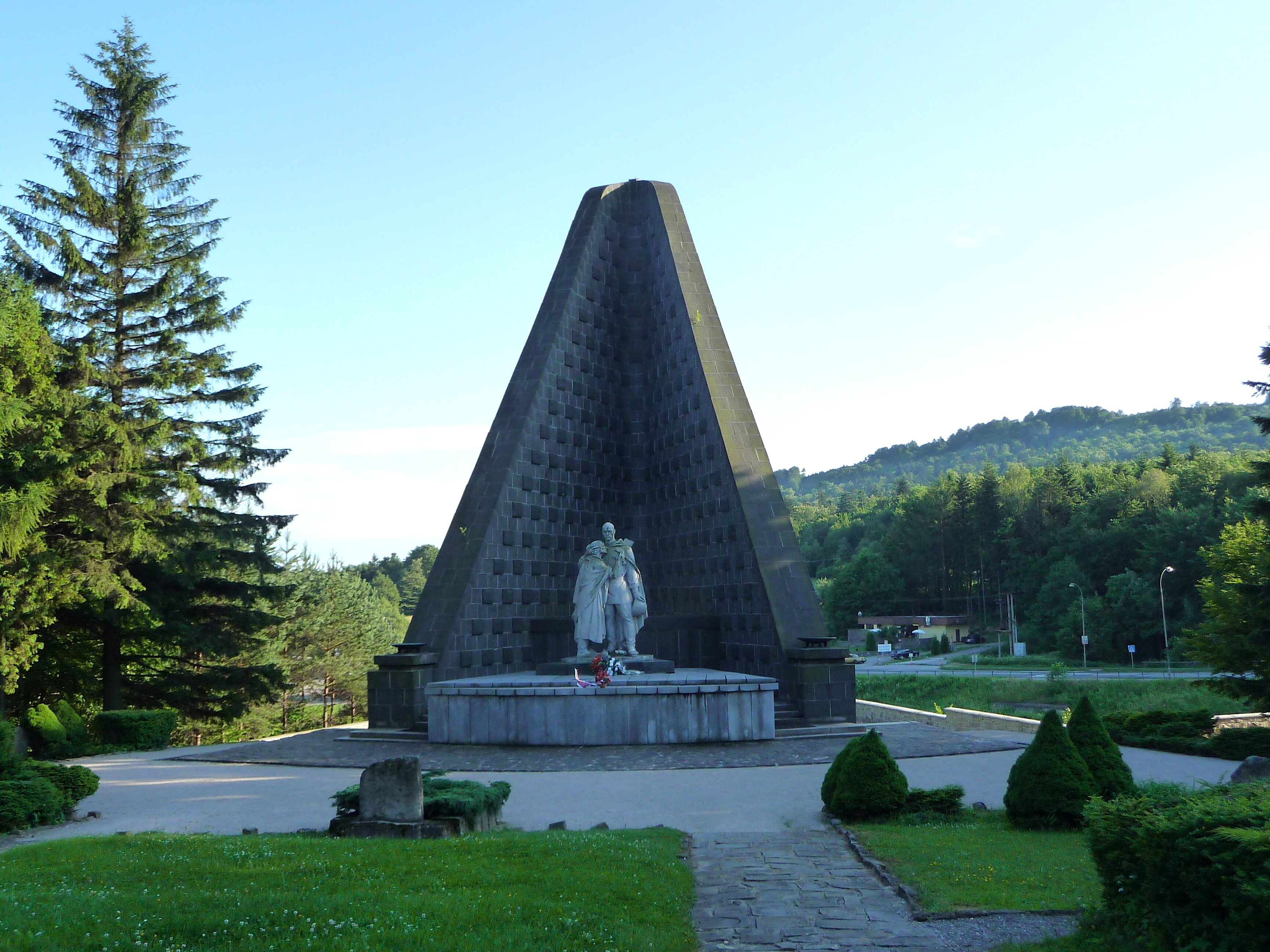
Đài kỷ niệm sự kiện trở về Tổ quốc của Quân đoàn Tiệp Khắc 1 dưới chân đèo Dukla

Năm 1961, tại đèo Dukla, nơi các chiến sĩ của Quân đoàn Tiệp Khắc 1 đặt những bước chân đầu tiên lên đất nước mình trên con đường giải phóng Tiệp Khắc khỏi ách phát xít, một tượng đài lớn bằng đá granit do kiến trúc sư Ján Kulich đã được dựng lên để kỷ niệm sự kiện trở về Tổ quốc của Quân đoàn Tiệp Khắc 1. Gần đó là một tượng đài tưởng niệm quân nhân Liên Xô ngã xuống trong các trận đánh ở khu vực đèo Dukla cũng được dựng lên, trở thành trung tâm của nghĩa trang dành cho quân nhân Liên Xô. Hai bên đài tưởng niệm trung tâm là hai cụm tượng đài nhỏ mô tả các chiến sĩ Liên Xô, Tiệp Khắc và quân du kích Slovakia. Xung quanh tượng đài trang trí các bức phù điêu mô tả cuộc chiến đấu của các lực lượng du kích Liên Xô và Tiệp Khắc tại Slovakia trong thời gian Chiến tranh thế giới thứ hai. Hiện nay, hài cốt của những chiến binh Liên Xô đã được di dời về Nga và các nước SNG nhưng tượng đài vẫn được duy trì.
Tại làng Nemecká thuộc quận Brezno, một tượng đài đã được dựng lên để tưởng niệm hơn 400 nạn nhân bị các đơn vị xung kích SS (Đức) giết hại từ cuối năm 1944 đến đầu năm 1945.

### Điện ảnh

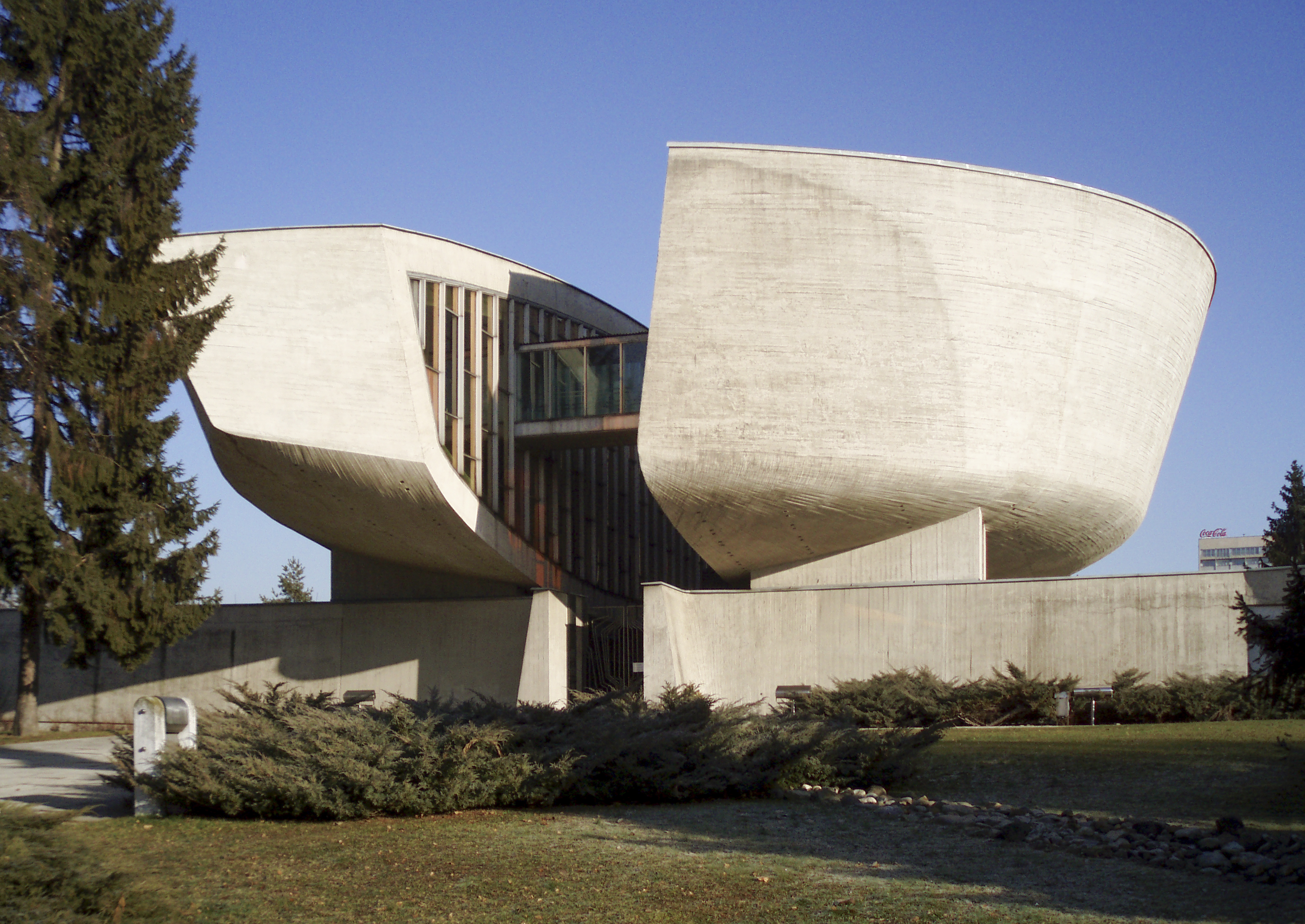
Bảo tàng khởi nghĩa Slovakia 1944 tại Banská Bystrica

Tháng 8 năm 1944, các nhà điện ảnh Tiệp Khắc là Paľo Bielik, Karol Krška, J. Plavec, V. Richter và A. Sekula đang làm bộ phim "Hanka sa vydáva" với các cảnh quay ở hiện trường tại Brezno và Banská Bystrica thì cuộc khởi nghĩa bùng nổ. Thay vì tháo chạy, họ quyết định ở lại. Đoàn làm phim này đã ghi lại được nhiều hình ảnh trực tiếp và quý giá về cuộc khởi nghĩa Slovakia. Sau chiến tranh, những hình ảnh này đã được Paľo Bielik tập hợp lại thành bộ phim tài liệu "Tiến tới tự do" (Za svoboda). Một số hình ảnh đắt giá do đoàn làm phim này ghi được về cuộc khởi nghĩa cũng được sử dụng trong bộ phim "Giải phóng Tiệp Khắc" (Oslobodené Československo) của đạo diễn V. Kopalino. Phóng viên điện ảnh chiến trường Xô Viết Mikhail Mojsejevič Glider cũng ghi được một số hình ảnh hoạt động của những người khởi nghĩa tại Banská Bystrica trong các chuyến công tác bằng máy bay. Trong thời gian tồn tại của nước Cộng hòa xã hội chủ nghĩa Tiệp Khắc, có 7 bộ phim tài liệu về cuộc khởi nghĩa Slovakia đã được sản xuất. Bên cạnh đó, 20 bộ phim truyện về đề tài khởi nghĩa Slovakia đã được Tiệp Khắc (cũ) dàn dựng. Trong có một số bộ phim nổi tiếng như "Vlčie diery" (1948) giành được 8 giải thưởng quốc gia, "Polnočná omša" (1962), "Organ" (1964), Quảng trường Thánh Elizabeth (1965) dự theo tiểu thuyết cùng tên của Rudolf Jašík, "Zvony pre bosých" (1969), "Thời đại lớn" (1978) của Štefan Uher, "Tấn công kẻ thù" (2006)...

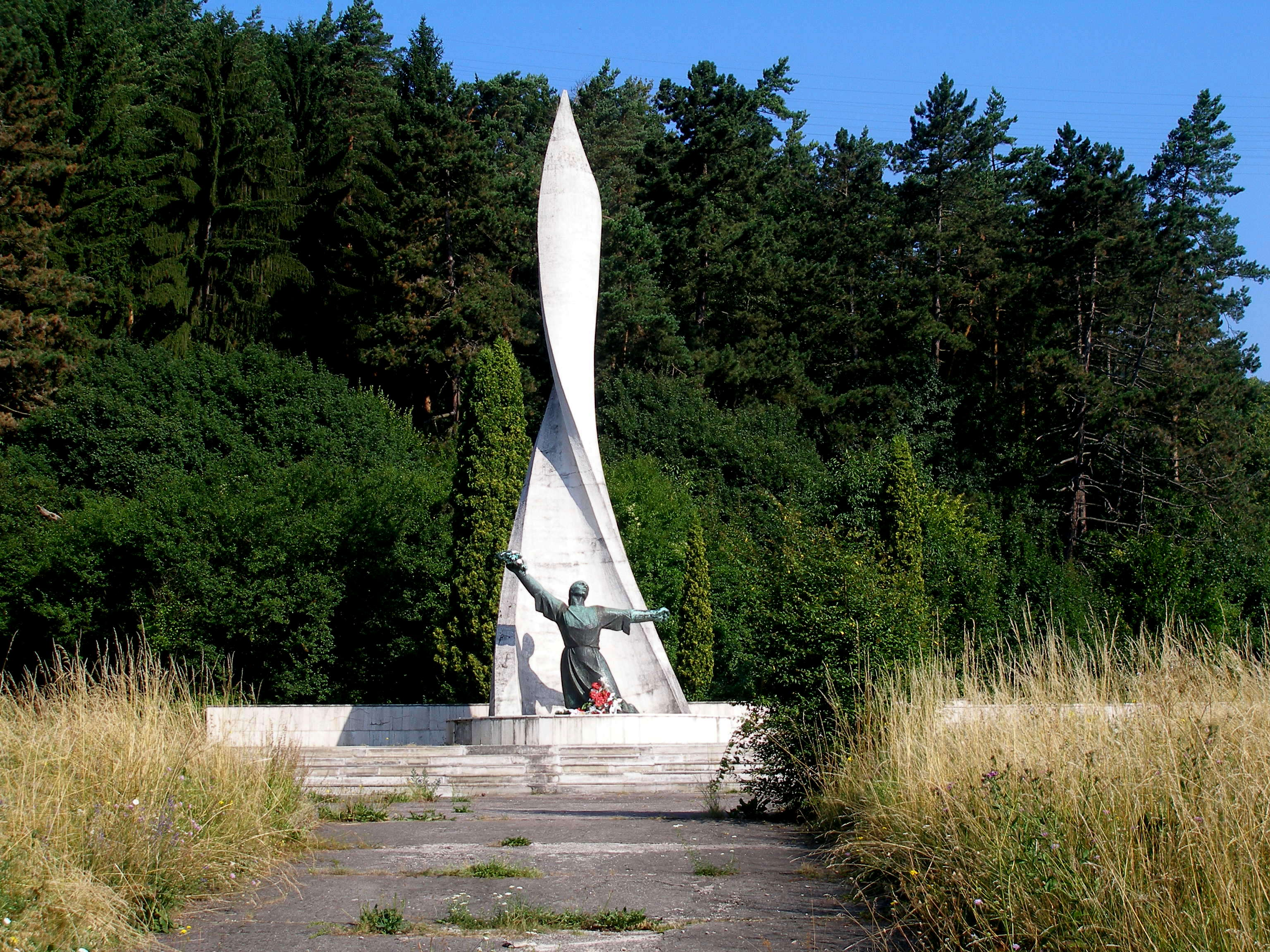
Đài tưởng niệm những nạn nhân bị phát xít Đức tàn sát ở làng Nemecká thuộc quận Brezno

Sự kiện chiến dịch Đông Carpath và khởi nghĩa Slovakia đã được nhà điện ảnh Xô Viết Yury Ozerov tái hiện trong tập 3 của loạt phim "Những chiến sĩ của tự do", được coi là phần tiếp theo của loạt phim "Giải phóng" do chính ông là tác giả đã ra đời trước đó. Cả hai bộ phim đều dựa theo các sự kiện được ghi lại trong cuốn "Bộ Tổng tham mưu Xô Viết trong chiến tranh" của đại tướng Sergei Matveyevich Shtemenko, nguyên Tổng tham mưu trưởng quân đội Liên Xô, Cục trưởng cục tác chiến, Phó Tổng tham mưu trưởng Liên Xô trong Chiến tranh vệ quốc vĩ đại.

### Văn học, khoa học và sinh hoạt văn hóa
Hàng chục tác phẩm văn học đã đề cập đến dề tài cuộc khởi nghĩa Slovakia như "Cái chết trên núi" (1947) của Vladimír Mináč, "Cây thập tự" (1947) của Peter Jilemnický, "Giờ và phút" (1956) của Alfonz Bednár, tiểu thuyết bộ ba "Majstri" (1976), "Muškát" (1977) và "Vilma" (1979) của Vincent Šikula. Nhiều tướng lĩnh, sĩ quan và binh sĩ của cả Liên Xô và Tiệp Khắc đã viết nhũng cuốn hồi ký về đề tài chiến dịch Carpath-Dukla.
Trong các dịp kỷ niệm 30 năm (1974), 40 năm (1984), Ủy ban trung ương Đảng Cộng sản Tiệp Khắc và Viện Hàn lâm khoa học Praha tổ chức các cuộc hội thảo khoa học lịch sử về cuộc khởi nghĩa Slovakia. Chiều ngày 4 tháng 10 năm 2008, Chính phủ Slovakia đã tổ chức một buổi lễ trang trọng để tưởng niệm các liệt sĩ Hồng quân và quân đội Tiệp Khắc đã hi sinh trong các trận đánh tại khu vực Carpath - Dukla. Tổng thống Slovakia Ivan Gasparovic đã tham dự buổi lễ này. Ngày 4 tháng 10 năm 2011, tại Trung tâm Khoa học và Văn hóa Nga ở Praha, một buổi giao lưu do "Câu lạc bộ Nga" ở Tiệp Khắc được tổ chức để kỷ niệm 67 năm sự kiện quân sự tại Carpath - Dukla.

### Séc-Slovakia
- Vlčko, Ryan P; Vlčko (2005). "The Soviet Union's Role in the Slovak National Uprising: The Talský Affair: Incompetent, Traitor or Pawn?"[liên kết hỏng]
- Downs, Jim (2002). World War II: OSS Tragedy in Slovakia. Liefrinck. ISBN 978-0-9717482-0-0
- Husák, Gustáv. Svedectvo o Slovenskom národnom povstaní. Bratislava: Vydavateľstvo politickej literatúry, 1964.
- Alfréd Ressel. Mi Cesiy Valkou. - Praha: Mladá fronta, 1975.
- Ludvik Svoboda. Buzuluku do Prahy. — Praha: NaŠe Vojsko, 1963.
- Kropilák, Miroslav. Slovenské národní povstání. K 30. výročí jeho vzniku. Praha: Orbis, 1974.
- Plevza, V. a kolektív: Dejiny Slovenského národného povstania 1944 - 5. zväzok. Bratislava, Nakladateľstvo Pravda 1985.
- Nosko J.: Takto bojovala povstalecká armáda, Bratislava, NVK International, spol. s.r.o. 1994 ISBN 80-85727-20-X.
- Lacko, M.: Slovenské národné povstanie 1944. Bratislava, Slovart, 2008.
- Tóth D.: Tragédia slovenských Židov / Materiály z medzinárodného sympózia Banská Bystrica 25.-27. marca 1992. Banská Bystrica: Datei, 1992. ISBN 80-85306-04-2.
- Vajskeb, J., 2005, Zásah německých vojenských sil z Protektorátu proti Slovenskému národnímu povstání. in Šmigeľ, M., Mičko, P., Zborník Slovenská republika 1939 – 1945 Očami mladých historikov IV. Banská Bystrica 14. apríla 2005, Univerzita Mateja Bela, Banská Bystrica.

### Anh
- George F. Kennan. Memoirs 1925-1950. — Boston: Little, Brown and Co., 1967
- Glantz, David M., and Jonathan House. When Titans Clashed: How the Red Army Stopped Hitler. (Lawrence, Kansas: University Press of Kansas, 1995. ISBN 0-7006-0899-0)
- Downs, Jim (2002). World War II: OSS Tragedy in Slovakia. Liefrinck. ISBN 978-0-9717482-0-0.
- Brown, Martin D. (2004). "The SOE and the failure of the Slovak National Uprising". History Today 54 (12)

### Đức
- Guderian, Heinz. Erinnerungen eines Soldaten. - Heidelberg, 1951.
- Klaus Schönherr: Die Niederschlagung des slowakischen Aufstandes im Kontext der deutschen militärischen Operationen, Herbst 1944. In: Bohemia. Bd. 42, Nr. 1, 2001[liên kết hỏng]
- Wolfgang Venohr: Aufstand in der Tatra. Der Kampf um die Slowakei 1939–44. Athenäum, Königstein/Ts. 1979, ISBN 3-7610-8057-3.
- František Fajtl: Als erste in der Heimat. Militärverlag der Deutschen Demokratischen Republik, Berlin 1979.

### Nga
- Жуков, Георгий Константинович. Воспоминания и размышления. — М.: Олма-Пресс, 2002.
- Конев И.С. Записки командующего фронтом. — М.: Наука, 1972.
- Голованов, Александр Евгеньевич. Дальняя бомбардировочная... — М.: ООО «Дельта НБ», 2004.
- Крайнюков, Константин Васильевич. Оружие особого рода. — М.: Мысль, 1984
- Москаленко, Кирилл Семёнович. На Юго-Западном направлении. 1943-1945. Книга II. — М.: Наука, 1973
- Самсонов, Александр Михайлович Крах фашистской агрессии 1939-1945. — М.: Наука, 1980.
- Перегудин, Александр Иванович. Разведчики идут в поиск. — М.: Воениздат, 1986.
- Гладков, Василий Федорович. Атакует горнострелковая. — М.: «Советская Россия», 1972.
- Демин, Никита Степанович. Война и люди. М.: Воениздат, 1972.
- Малкин, Василий Максимович. Карпатские орлы. — М.: Воениздат, 1975.
- Мезелев, Николай Алексеевич. Шли по чешской земле партизаны... — М.: Воениздат, 1979.

### Việt
- S. M. Stemenko. Bộ Tổng tham mưu Xô Viết trong chiến tranh. Tập 2. Nhà xuất bản Tiến Bộ. Moskva. 1985.
- Grigori Deborin. Những bí mật của Chiến tranh thế giới thứ hai. Nhà xuất bản Sự Thật. Hà Nội. 1986.